# Museo archeologico regionale Paolo Orsi
Il museo archeologico regionale Paolo Orsi di Siracusa è uno dei principali musei archeologici d'Europa.

## Storia

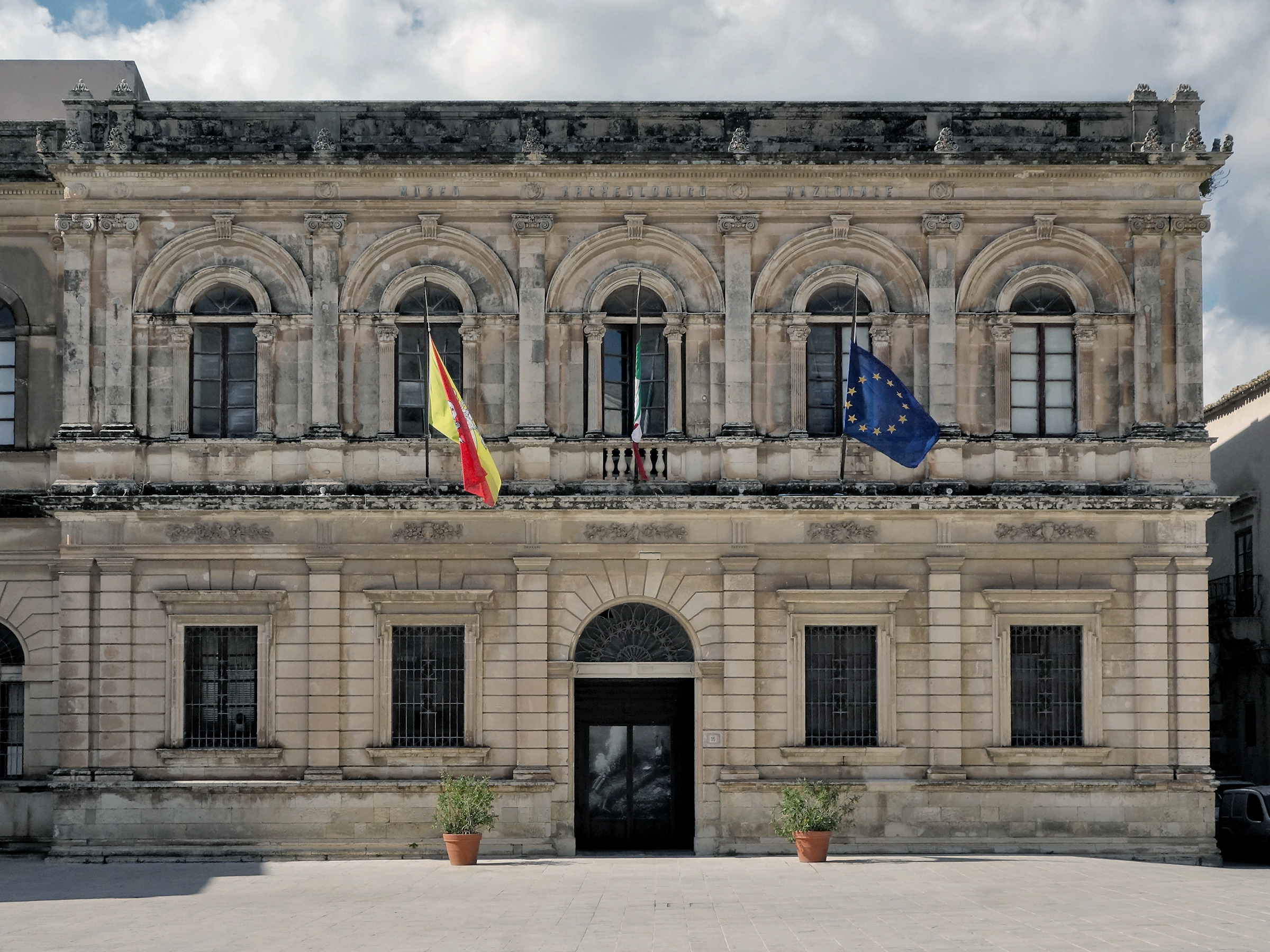
L'antica sede del Museo Archeologico di Siracusa, oggi sede della Sovrintendenza ai Beni culturali

### Il vecchio museo
Nel 1780 il vescovo Alagona inaugurò il Museo del Seminario divenuto, nel 1808, Museo Civico presso l'Arcivescovado. Successivamente un decreto regio del 17 giugno 1878 sancì la nascita del Museo Archeologico Nazionale di Siracusa, inaugurato solo nel 1886 nella sua sede storica di piazza Duomo.
Dal 1895 al 1934 Paolo Orsi diresse il Museo e le campagne di scavo lungo il territorio orientale della Sicilia.
L’architetto maltese Giorgio Grognet de Vassé - fautore della teoria che vede in Malta un residuo di Atlantide - asseriva che nel Museo di Siracusa si conservassero dei reperti di Atlantide, primo tra tutti un capitello. Egli era infatti convinto che gli atlantidei dopo la distruzione della loro isola si fossero divisi in colonie (lo stesso Antico Egitto, secondo il maltese, non era altro che una colonia atlantidea) e quel capitello richiamava il particolare stile egizio (a suo dire prova inconfutabile della presenza atlantidea in quei luoghi).  Al capitello aggiungeva un idoletto, rinvenuto nei pressi di Scicli e una moneta rinvenuta a Naxos; anch'essi di presunta provenienza atlantidea. Il maltese tuttavia è stato spesso coinvolto in falsificazioni di iscrizioni o travisamenti di reperti.
Nel 1941 durante il periodo della Seconda guerra mondiale a causa dei bombardamenti, il sovrintendente Bernabò Brea ordinò che i reperti venissero caricati a dorso di mulo e nascosti presso i tunnel del castello Eurialo.
Nel dopoguerra si operò un riordino delle collezioni di età preistorica e greca. Tuttavia a seguito dei notevoli ritrovamenti durante le svariate campagne di scavo, gli spazi del vecchio museo non furono più sufficienti decretando la necessità di creare un nuovo spazio espositivo presso l'attuale sede nel giardino di villa Landolina. Nel 1977 con le competenze dei beni culturali sono passate dallo Stato alla Regione siciliana, il museo nazionale è divenuto regionale.

### La nuova struttura
Il nuovo spazio museale, affidato nel 1961 all'architetto Franco Minissi che, seguendo il progetto scientifico di Luigi Bernabò Brea,  applicò moderni criteri architettonici di musealizzazione. Al progetto espositivo e all'attuazione dell'allestimento contribuirono Luigi Bernabò Brea e Paola Pelagatti (entrambi già Soprintendenti di Siracusa e Direttori del Museo, nella sede precedente), Gerges Vallet e Francois Villard, Henry Tréziny, Elisa Lissi Caronna, Giovanna Bacci, Umberto Spigo ed altri giovani archeologi allora da poco entrati nei ruoli della Regione. Per la sezione numismatica dette un suo contributo il prof. Attilio Stazio. Il Museo venne inaugurato il 16 gennaio del 1988 presso la Villa Landolina su due piani espositivi di 9.000 m2, di cui inizialmente solo uno dei piani fu aperto al pubblico, e un seminterrato di 3.000 m2, dove è situato un auditorium e gli uffici.
La forma della struttura museale ruota attorno ad un corpo centrale utilizzato come sala conferenze al seminterrato e sala espositiva al piano terreno. L'illuminazione delle sale è ottenuta lasciando filtrare la luce solare direttamente dal tetto e dagli spazi laterali. L'allestimento è stato curato dall'architetto Franco Minissi. con il coordinamento di più personalità scientifiche G. Vallet, Fr. Villard, L. Bernabò Brea, P. Pelagatti ecc .
Nel 2006 è stato inaugurato l'ampliamento espositivo del piano superiore dedicato alla Siracusa ellenistica.
Nel 2014 un ulteriore ampliamento al piano superiore consente la visione del Sarcofago di Adelfia e di altri reperti relativi alle catacombe di Siracusa e alla Siracusa paleocristiana.
Nel 2015 diviene il primo museo siciliano (e il primo museo archeologico a sud di Roma) a consentire la visione delle sue sale tramite Google Street View. Inoltre, grazie a un progetto pilota, per la prima volta si possono effettuare dei virtual tour di alcuni reperti archeologici, cliccando direttamente su mappe interattive o sui punti di interesse nelle vetrine, approfondendone la descrizione con apposite schede descrittive, direttamente navigando all'interno del museo in modalità Street View: in questo modo il tour virtuale è stato "aumentato" grazie a specifici software. Al termine del 2015 il museo, oltre a registrare un sensibile aumento di visitatori è diventato il primo museo archeologico della Sicilia per numero di visitatori.
Nel 2016 il museo ha creato delle audioguide gratuite sulla piattaforma Izi travel per cui è possibile ottenere informazioni su molte delle opere esposte. Le sale sono state arricchite di elementi multimediali per spiegare le varie sezioni.

### Le esposizioni temporanee
Il 23 ottobre 2015 viene inaugurata la mostra Tesori dalla Sicilia. Gli ori del British Museum a Siracusa dove vengono esposti alcuni dei reperti in possesso del British Museum.

## Il museo
Il museo comprende reperti risalenti dai periodi della preistoria fino a quelli greco e romano provenienti da scavi della città e da altri siti della Sicilia.
Il piano terreno è diviso in 4 settori (A-B-C e D), mentre il corpo centrale (Area 1) è dedicato alla storia del Museo e vi sono presentati brevemente i materiali esposti nei singoli settori. Infine è presente un settore numismatico nel seminterrato.

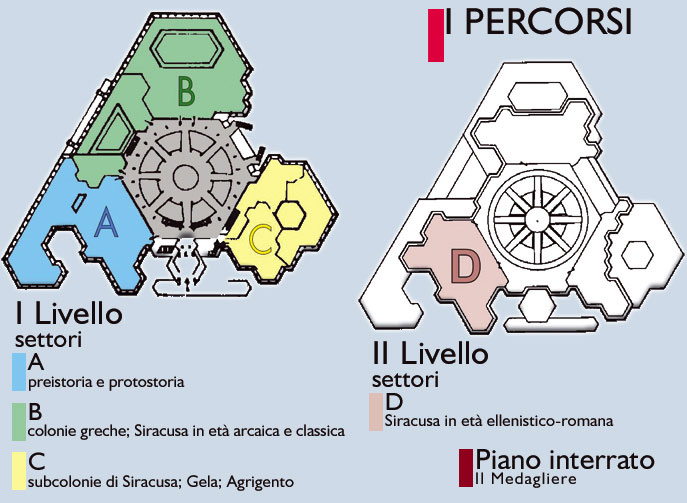
Settori del museo Paolo Orsi

### Piano terreno

#### Settore A - Preistoria e protostoria
Il settore A, è preceduto da una sezione dedicata alla geologia del territorio ibleo e Mediterraneo con un'esposizione di rocce e fossili che testimoniano le varie forme di animali nel Quaternario della Sicilia nonché dei fenomeni di nanismo di cui sono esposti i famosissimi elefanti nani della Grotta Spinagallo a Siracusa. Seguono i manufatti litici dei centri del Paleolitico superiore e del Mesolitico della Sicilia sud-orientale (Fontana Nuova, Canicattini Bagni ecc.).
Del Neolitico (IV-III millennio a.C.) sono riportati i reperti (armi di selce o ossidiana) dai villaggi a capanna di Stentinello, Petraro, Paternò, Matrensa, Biancavilla, Palikè, Megara Hyblaea, Gioiosa Marea e Calaforno. Dell'età del Rame (fine III e inizio II millennio a.C.) vi sono i reperti di Piano Notaro, grotta Zubbia, Calaforno, Malpasso, S. Ippolito e altre grotte come Palombara, Conzo e Chiusazza. Della prima età del Bronzo (inizio del II millennio e fine del XV secolo a.C.) vi sono i ritrovamenti di Castelluccio, Palazzolo Acreide, Monte Casale, Monte San Basilio, Monte Tabuto ecc. Sono un esempio le armi in selce, i primi oggetti in metallo, la ceramica bruna su sfondo giallastro o rosso, gli ossi a globuli. Della media età del Bronzo (fine XV-XIII secolo a.C.) vi sono i reperti di Thapsos soprattutto ma anche le necropoli del Plemmirio, Floridia, Matrensa, Molinello di Augusta e Cozzo Pantano. L'importanza di questi reperti risiede nell'evidenza dei rapporti commerciali con Micene, Cipro e Malta, allora dei centri di produzione ceramica.

Della parte finale dell'età del bronzo (XIII-IX secolo a.C.) appartengono i reperti di Pantalica, Caltagirone, Disueri, Cassibile e Madonna del Piano. Di questi si evidenzia proprio Pantalica, importante epicentro culturale dell'area. Ma vi sono anche alcuni ritrovamenti del medesimo periodo provenienti da Niscemi, Noto Antica, Monte San Mauro, Tre Canali a Vizzini, San Cataldo, Giarratana e Mendolito. 

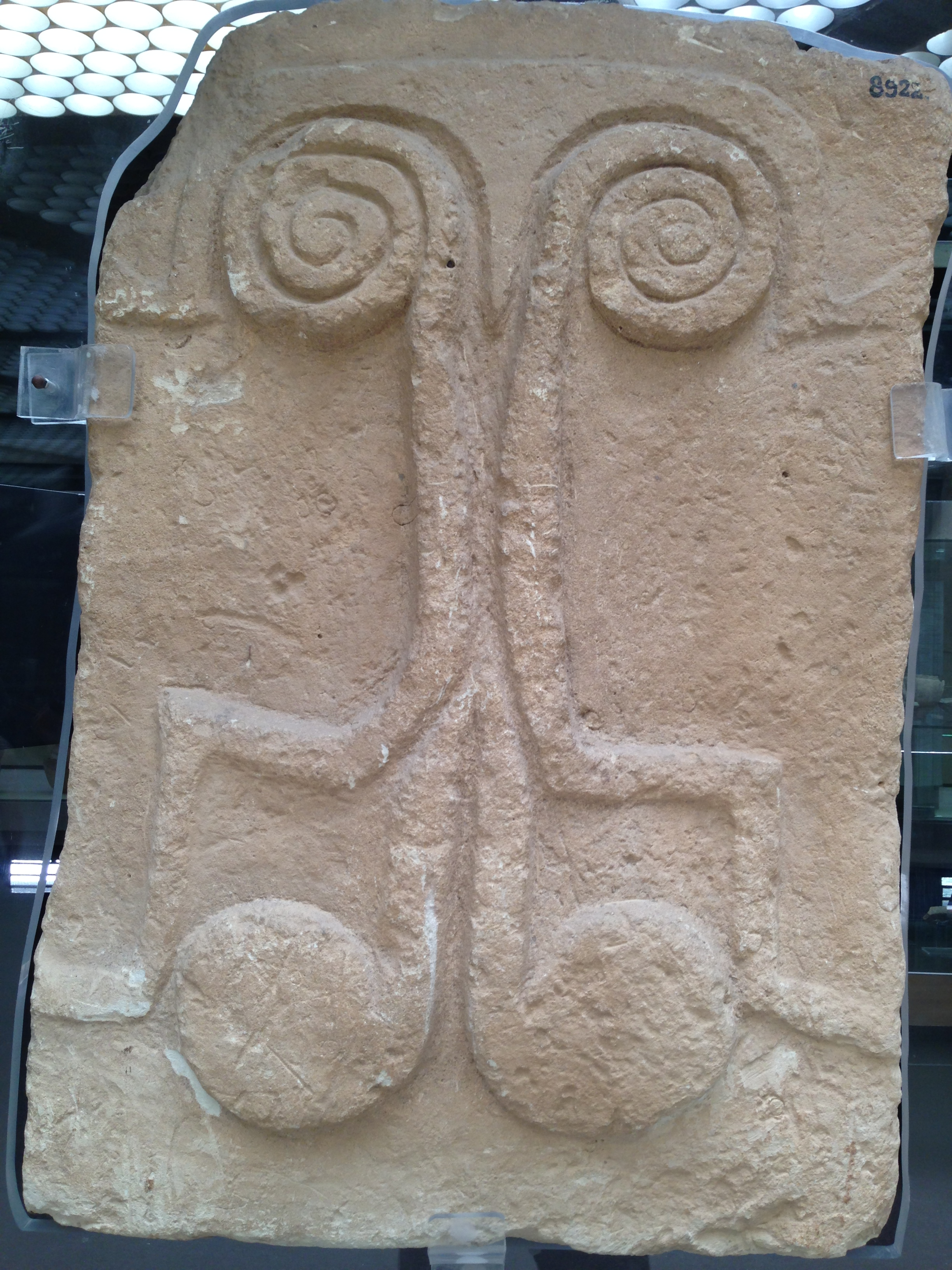
Portello tombale con motivo a rilievo. XXII-XV secolo a.C.
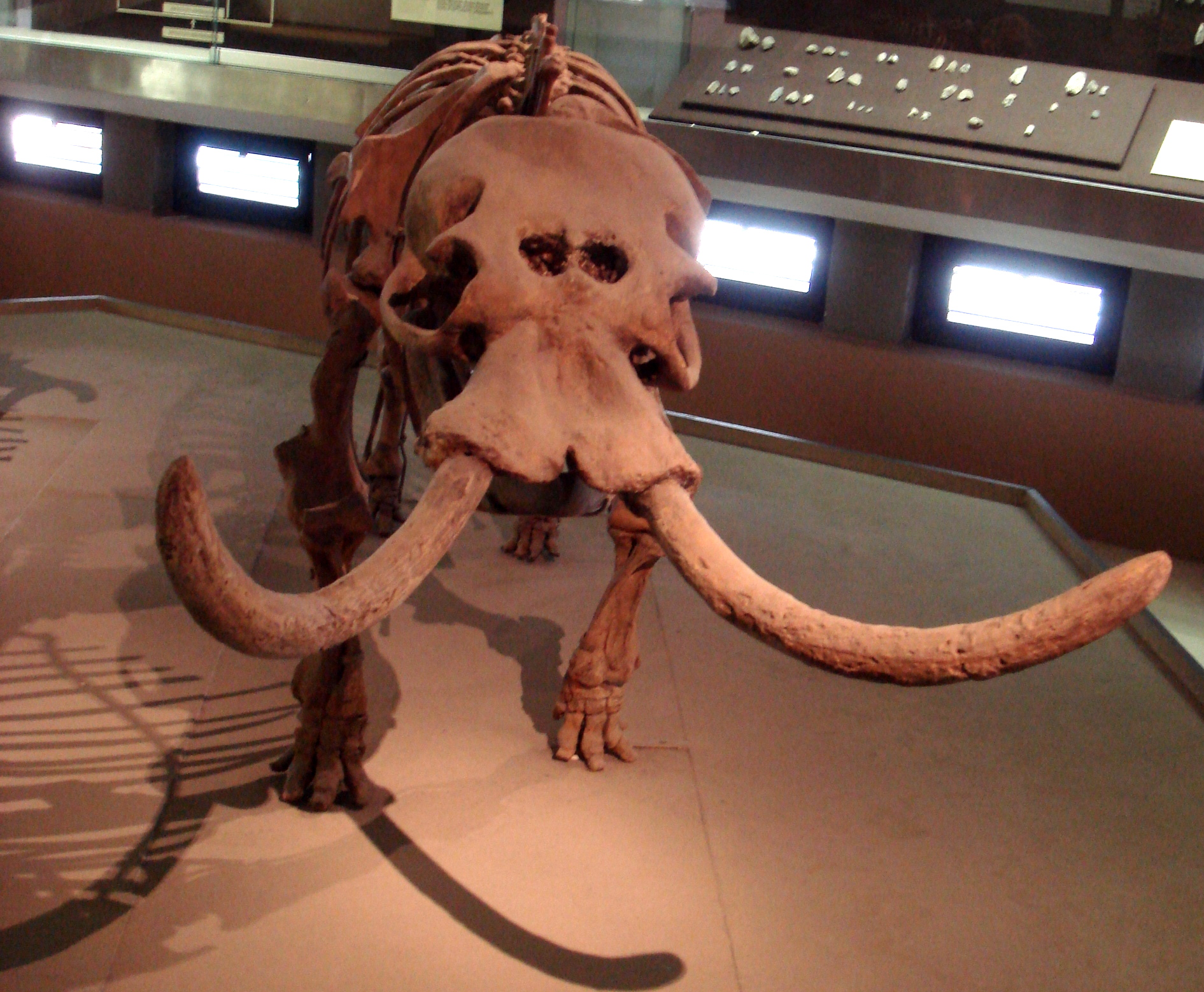
Esemplare di elefante nano (Elephas (Palaeoxodon) Falconeri)
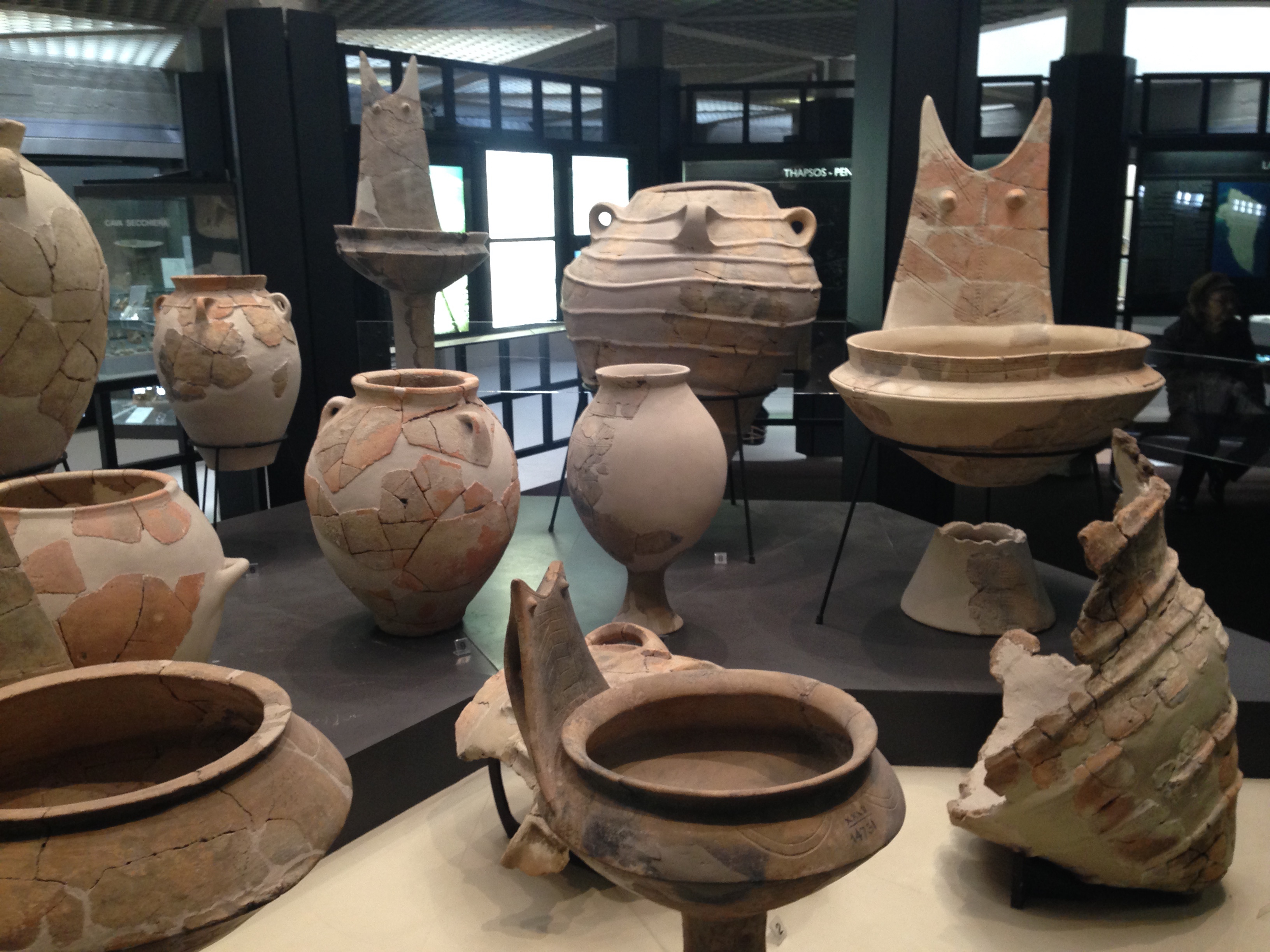
Pithoi di Thapsos
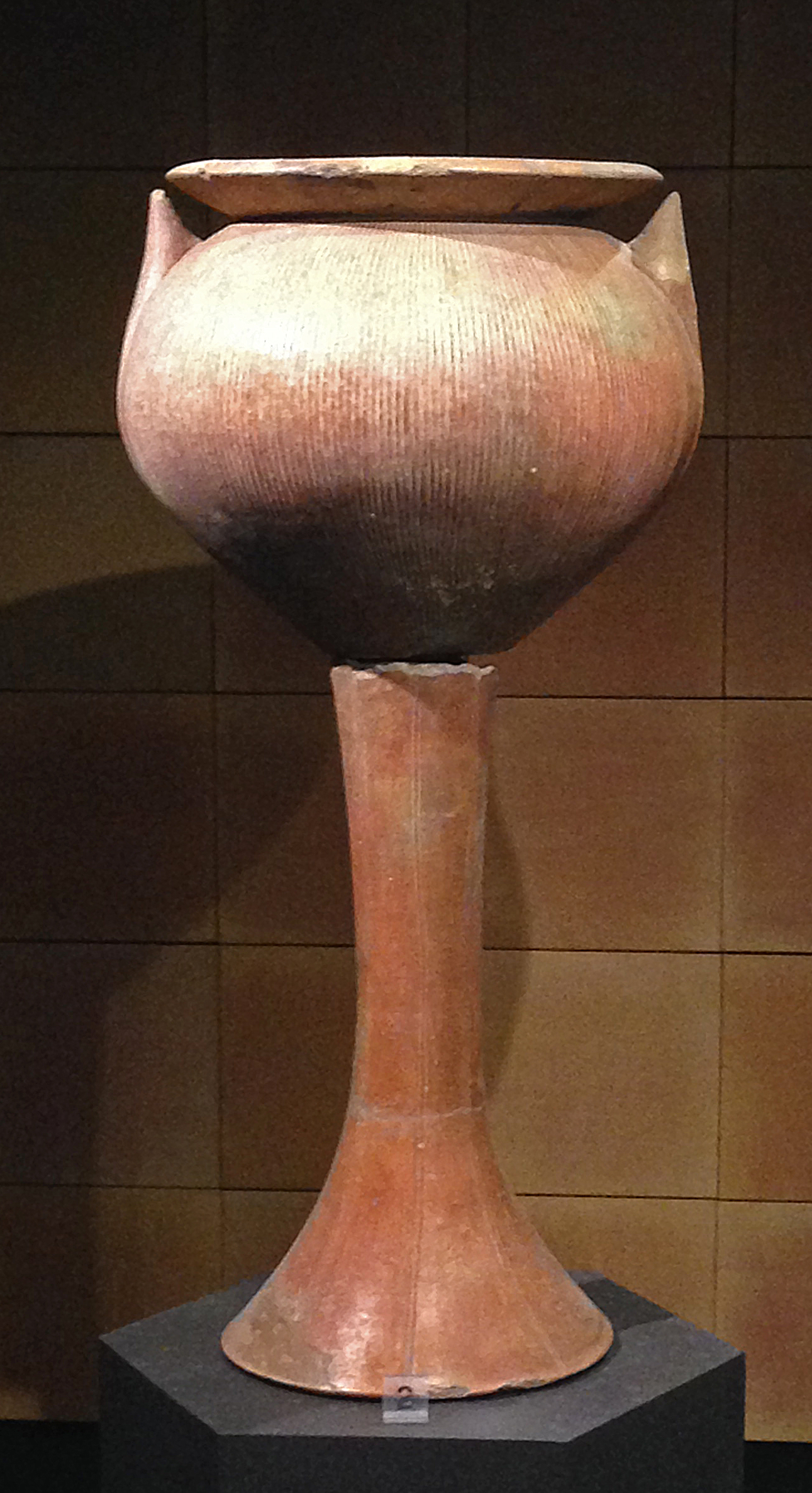
Olla globulare su piede. Necropoli nord ovest di Pantalica.
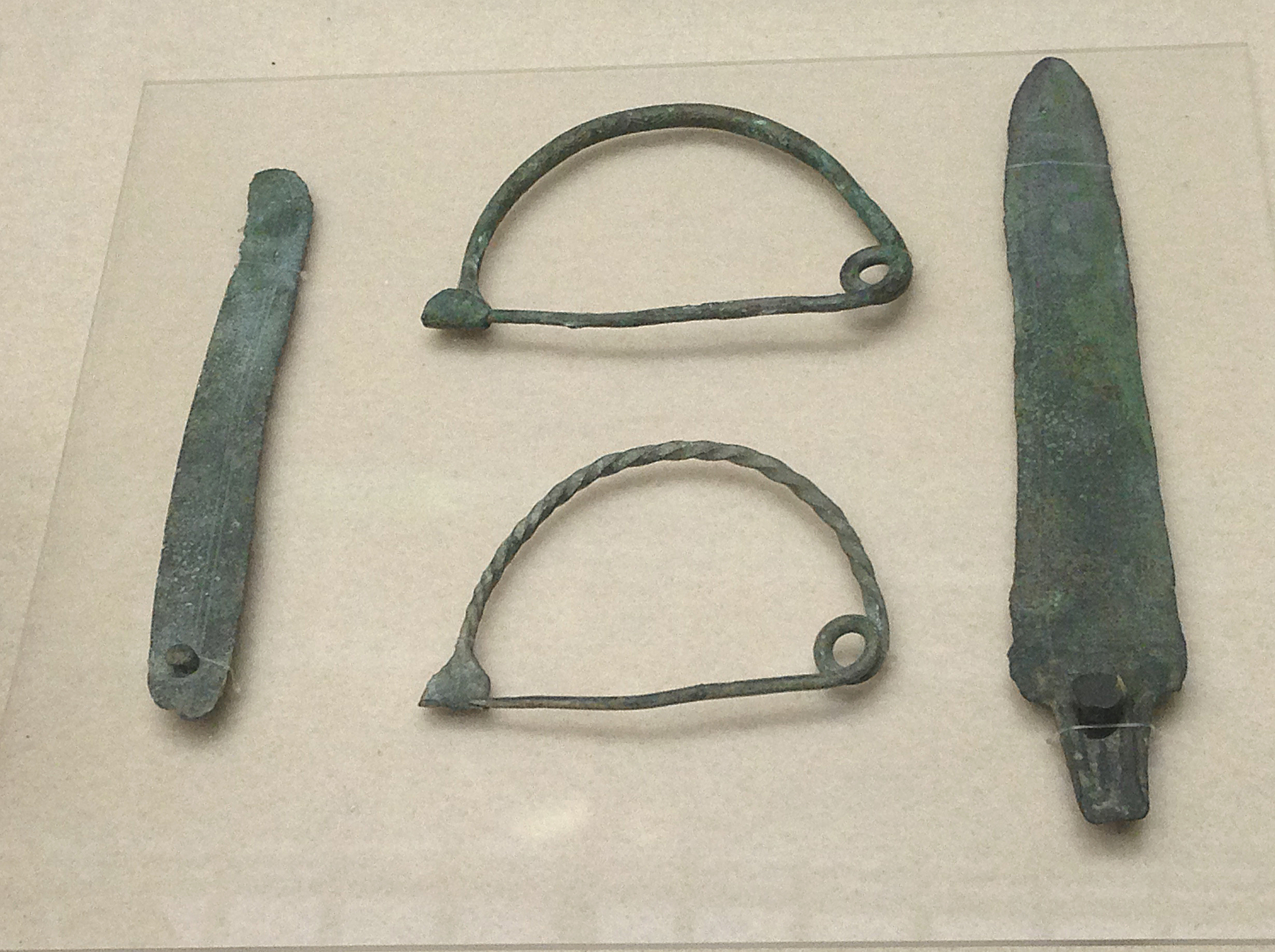
Fibule ad arco, coltello e pugnale in bronzo. Fase di Pantalica II 1050-850 a.C.
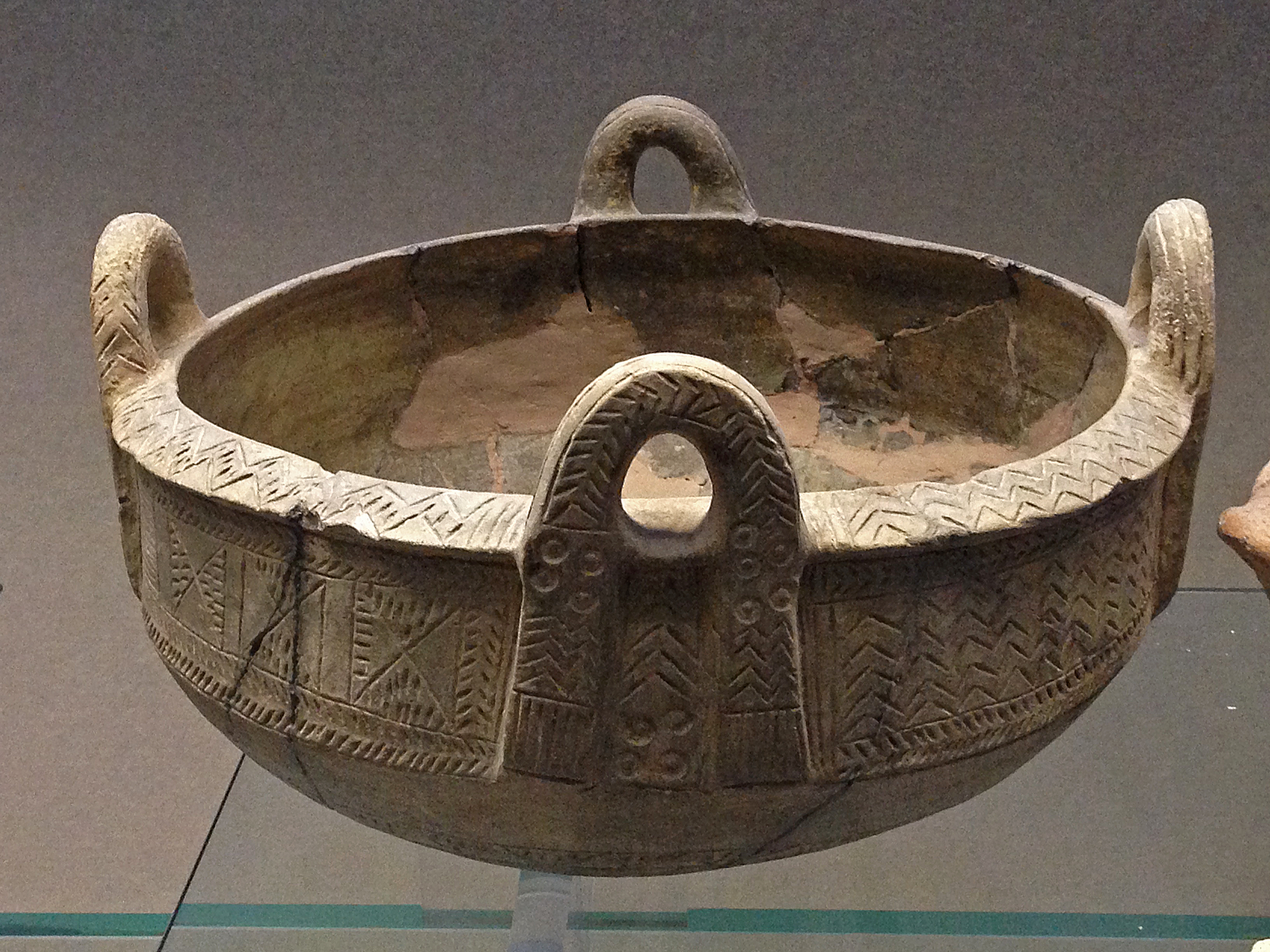
Scodellone quadriansato con decorazione incisa. Necropoli sud di Pantalica
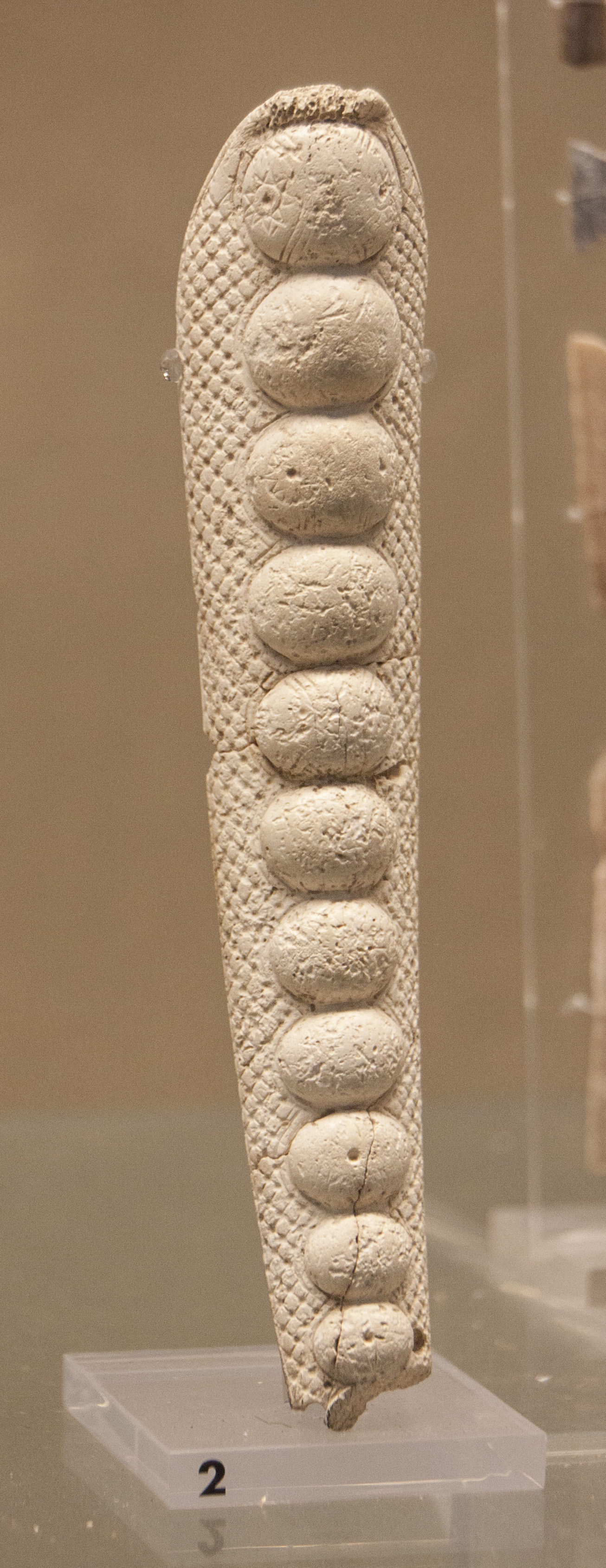
Osso a globuli
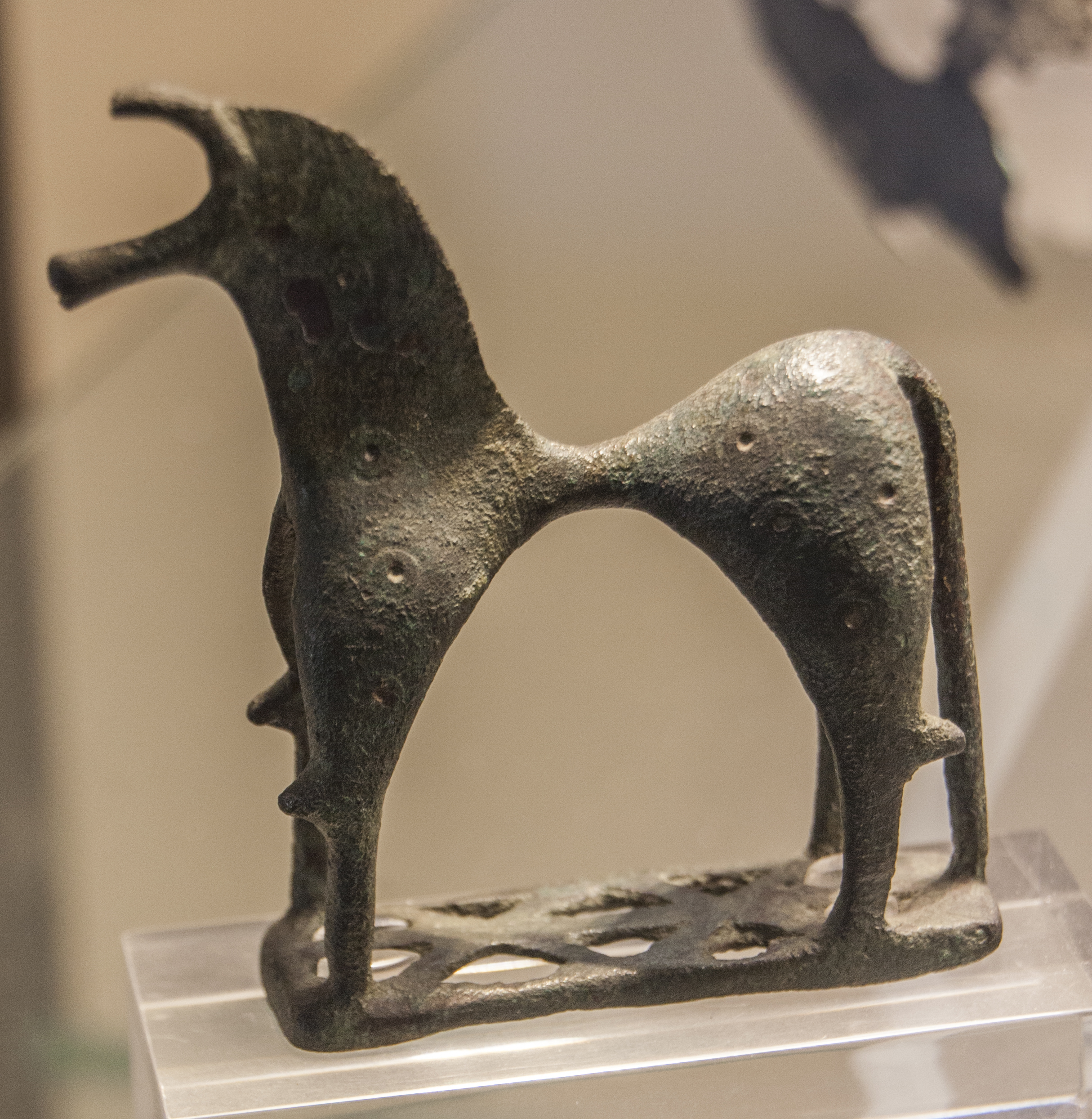
Cavalluccio bronzeo

#### Settore B - Colonie greche, Siracusa in età arcaica
Nel settore B, dedicato alle colonie greche della Sicilia del periodo ionico e dorico, è possibile identificare l'ubicazione delle colonie greche in Sicilia e le rispettive città di provenienza. Sono inoltre esposte: una statua marmorea di Kouros acefala proveniente da Leontinoi (Lentini) datata agli inizi del V secolo a.C. È anche presente la kourotrophos ossia una statua femminile acefala che allatta due gemelli proveniente da Megara Hyblaea. I reperti della colonia dorica di Megara Hyblaea, statuette votive di Demetra e Kore e una Gorgone, una testa di Augusto proveniente da Centuripe. Vi sono inoltre le ricostruzioni dei templi di Athena (attuale duomo di Siracusa) e Olympeion, le grondaie a testa leonina del castello Eurialo e l'Efebo di Adrano una statuetta del 460 a.C.

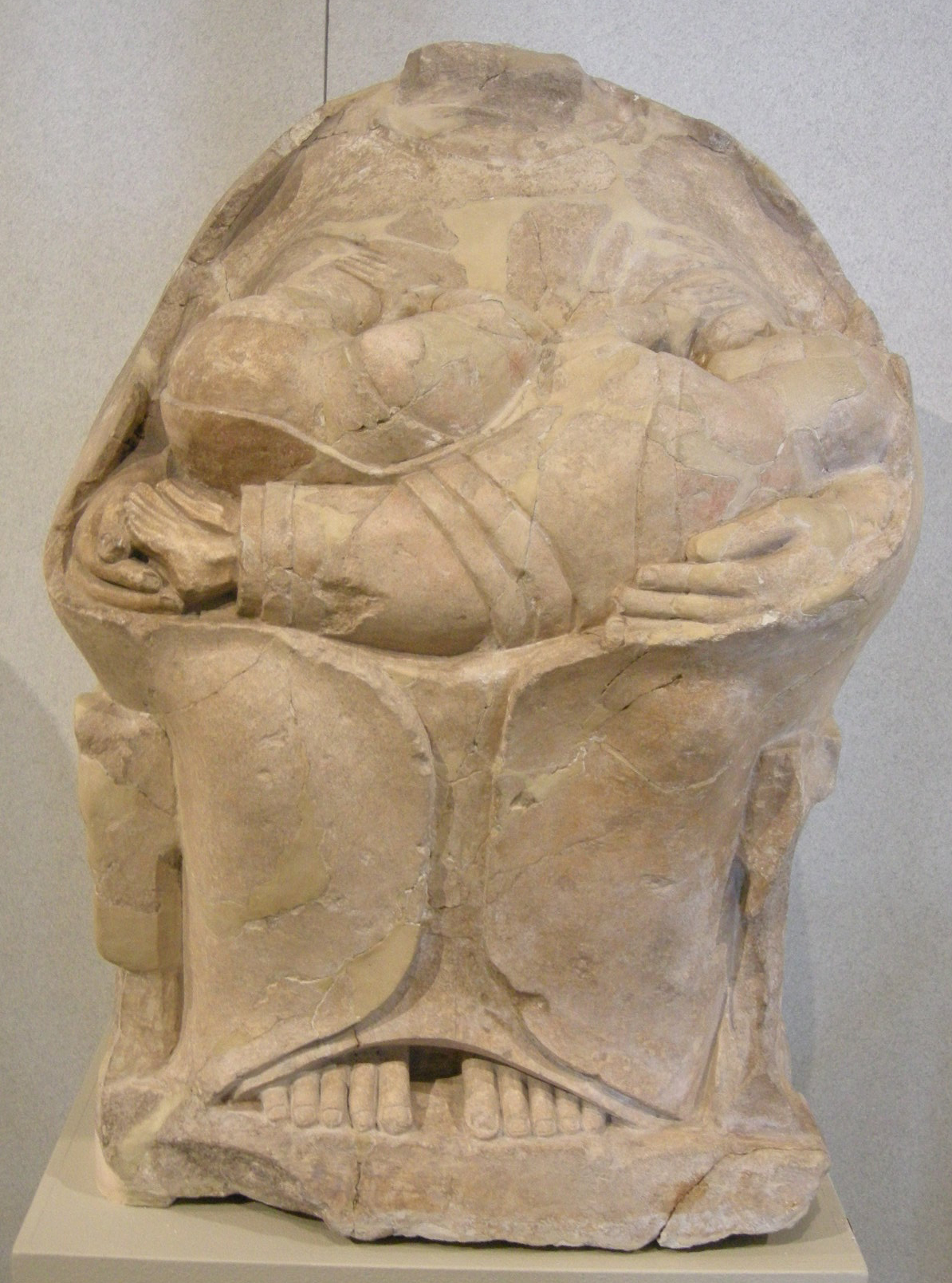
kourotrophos dea madre in calcare che allatta due gemelli, da Megara Hyblaea necropoli ovest, 550 ac.
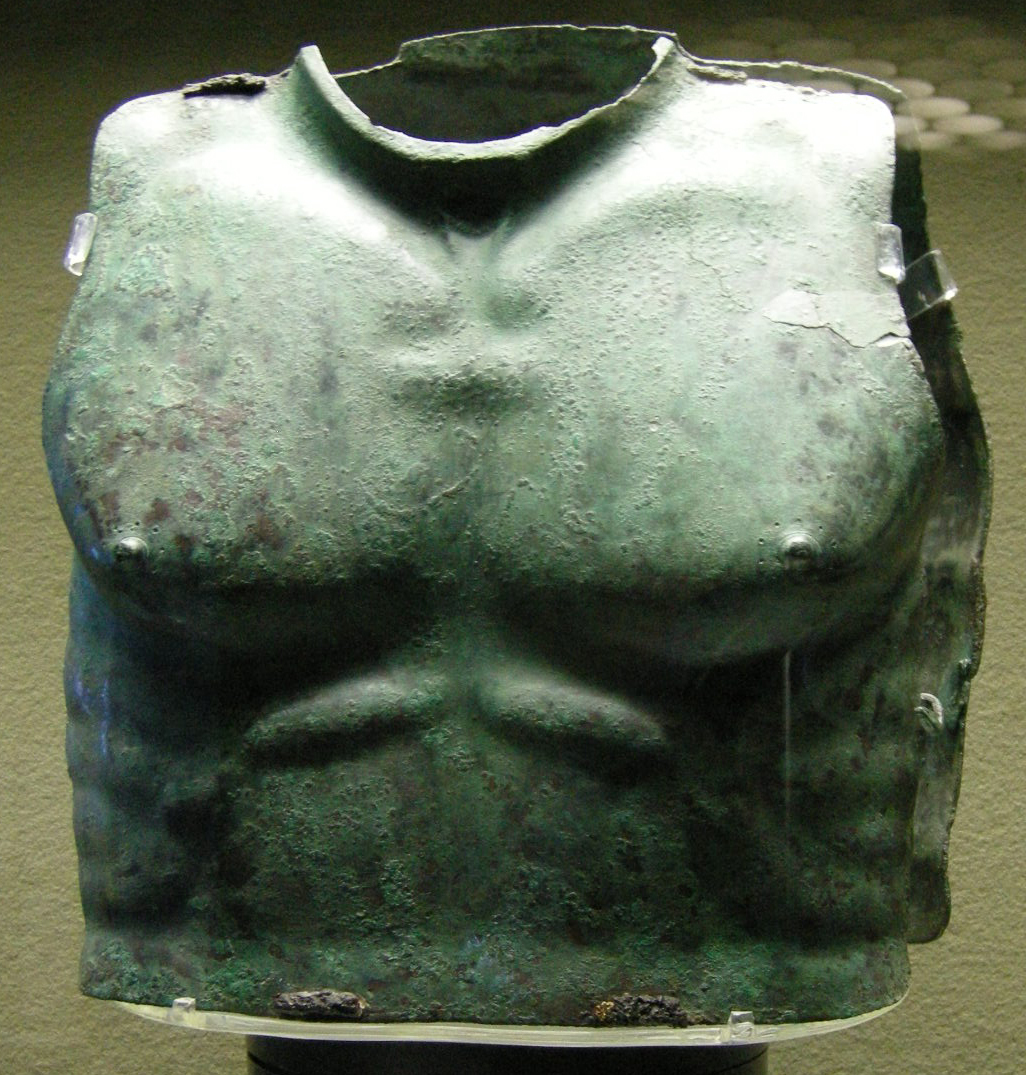
Corazza in bronzo, da tomba 5 necropoli della fossa, 370-340 ac.
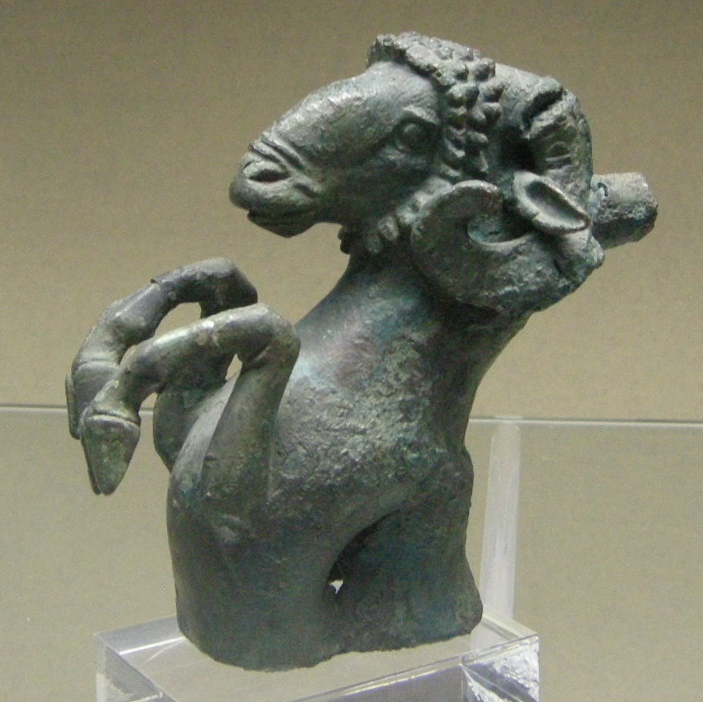
Avancorpo di ariete in bronzo, forse terminazione di timone di carro, 520 ac. circa
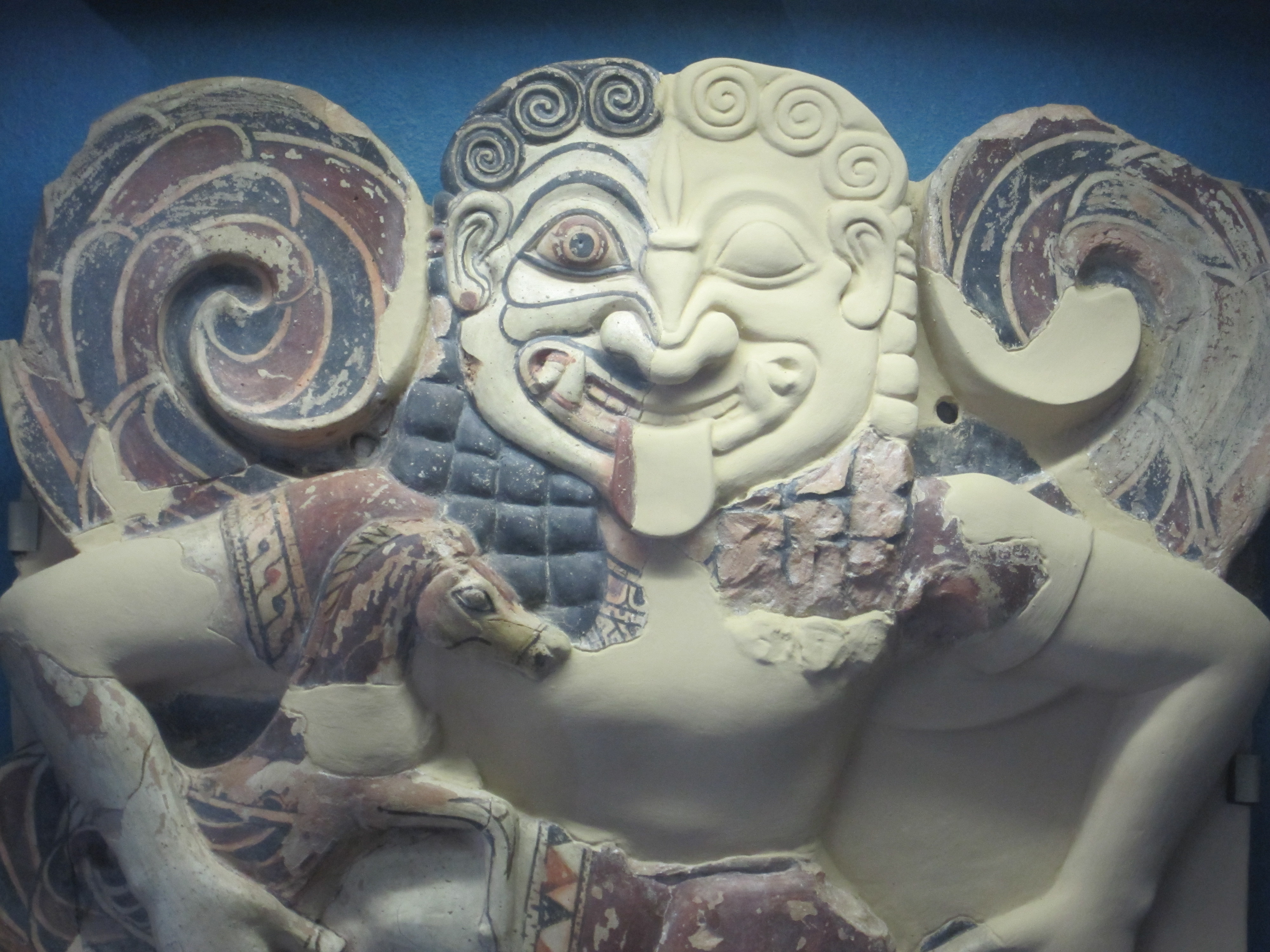
Gorgone
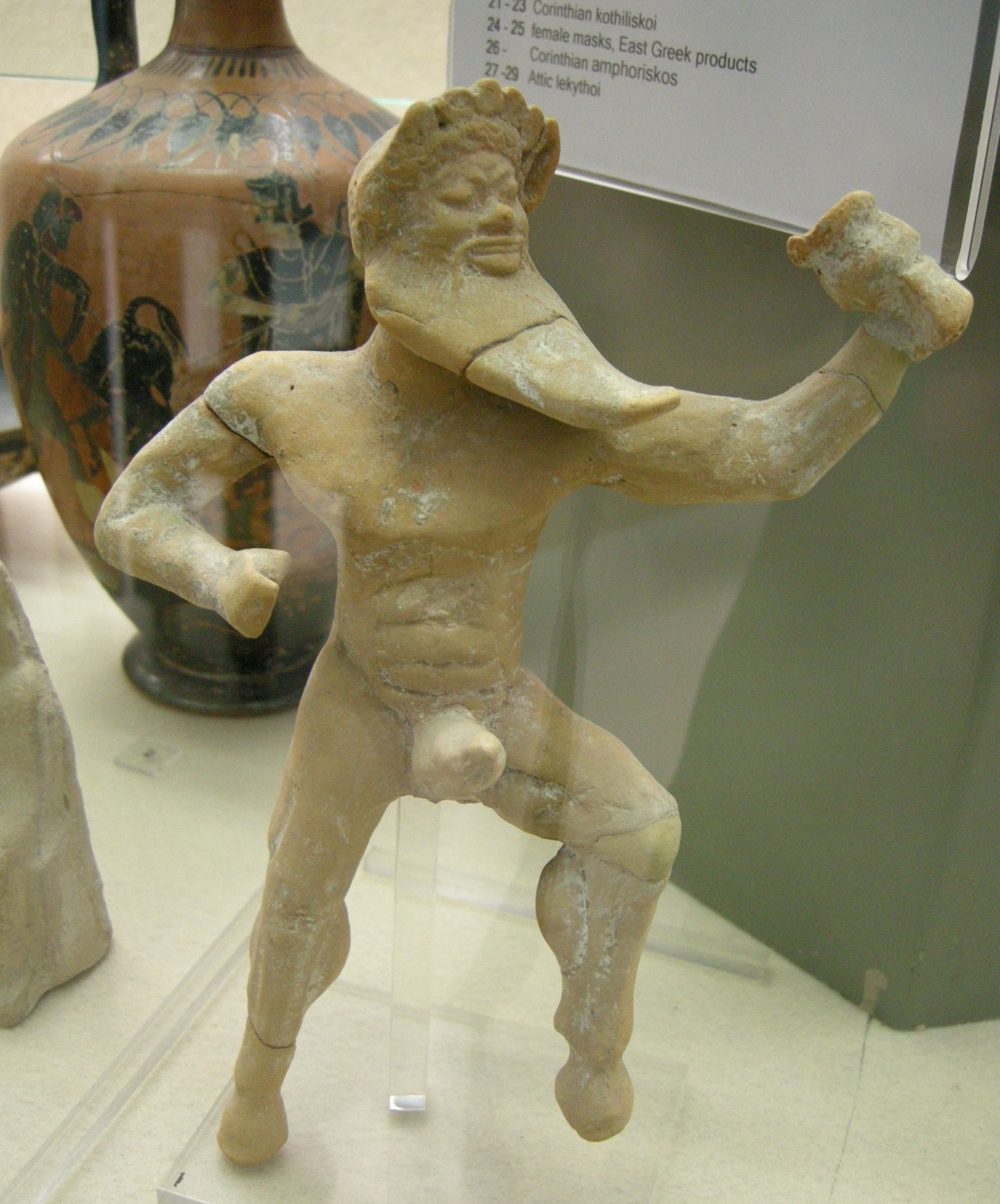
Sileno
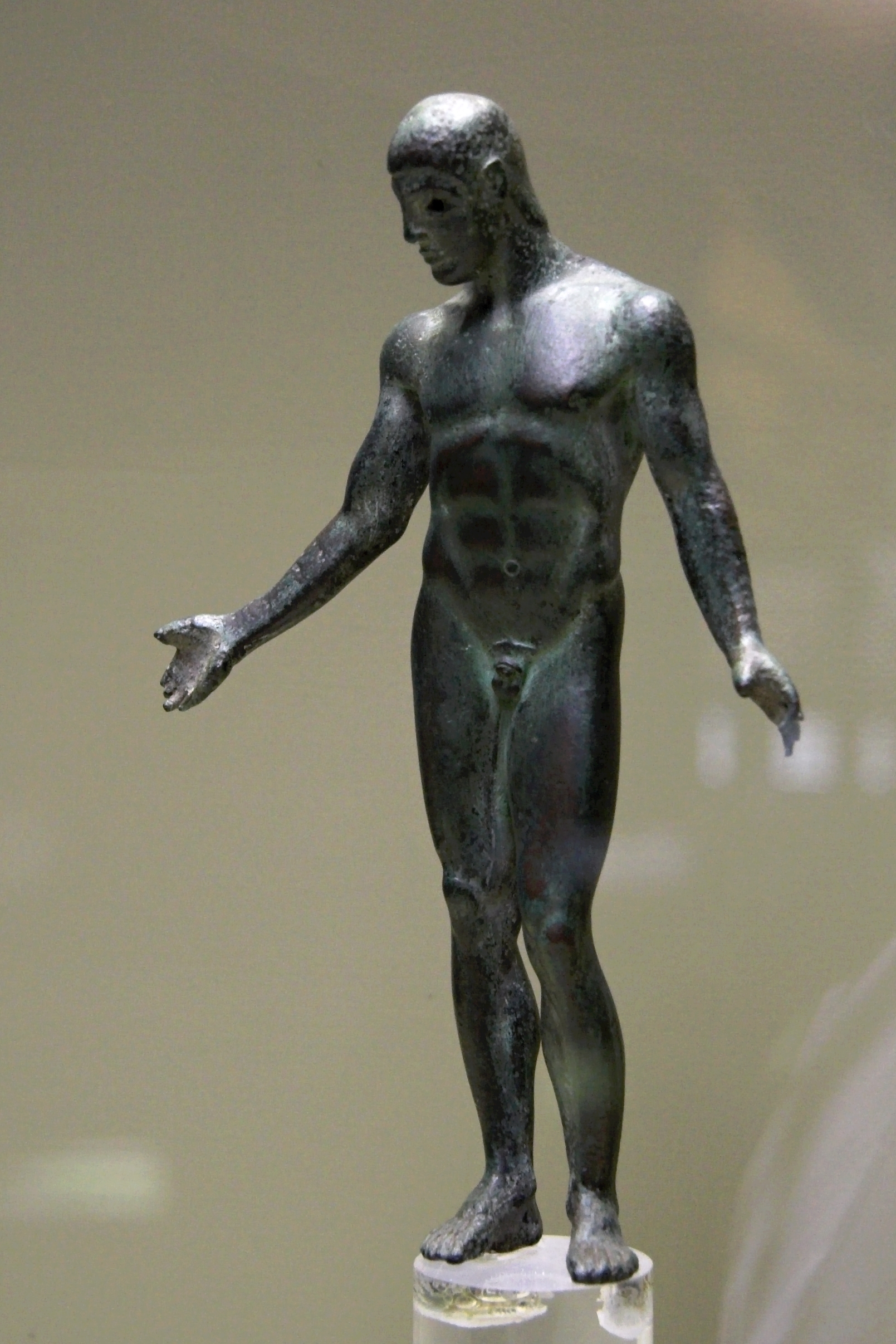
Efebo di Adrano

#### Settore C - subcolonie di Siracusa, Gela e Agrigento
Nel settore C sono esposti reperti delle sub-colonie di Siracusa: Akrai (664 a.C.), Kasmenai (644 a.C.), Camarina (598 a.C.), Eloro. Nonché reperti provenienti da altri centri della Sicilia orientale e da Gela ed Akragas.

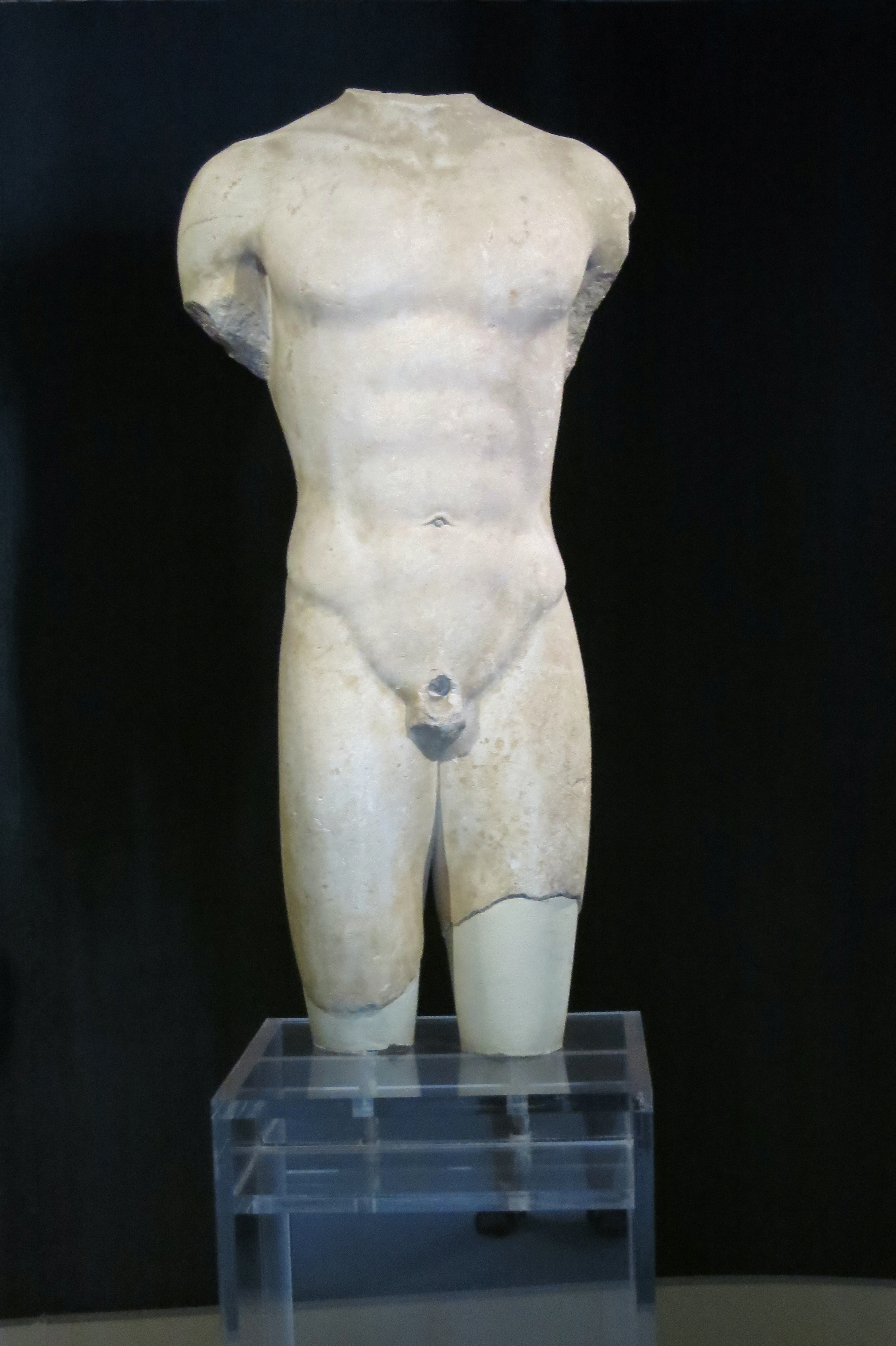
Torso di kouros da Lentini, fine VI-inizio V secolo a.C.
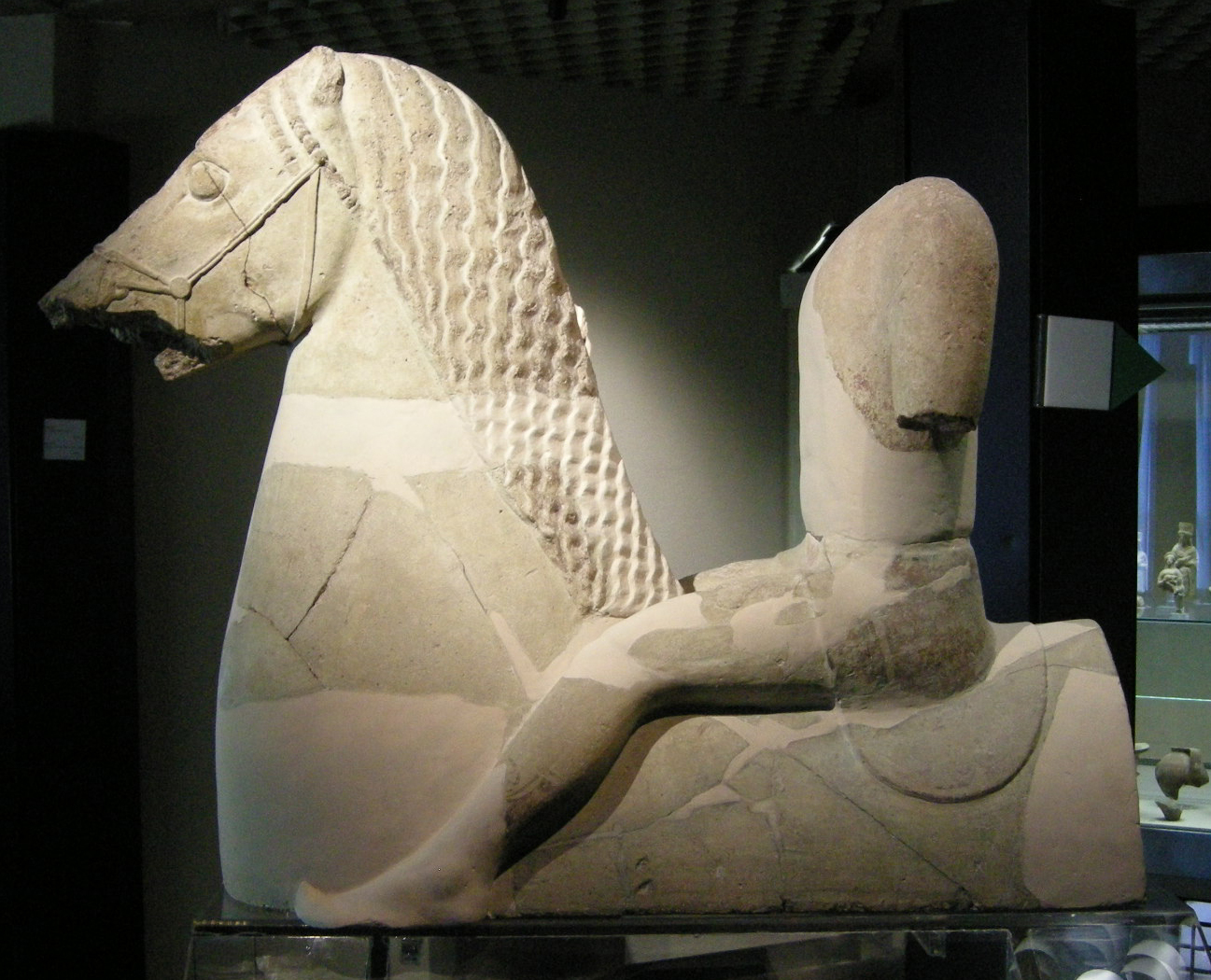
Cavaliere, forse acroterio, da Kamarina, VI secolo a.C.
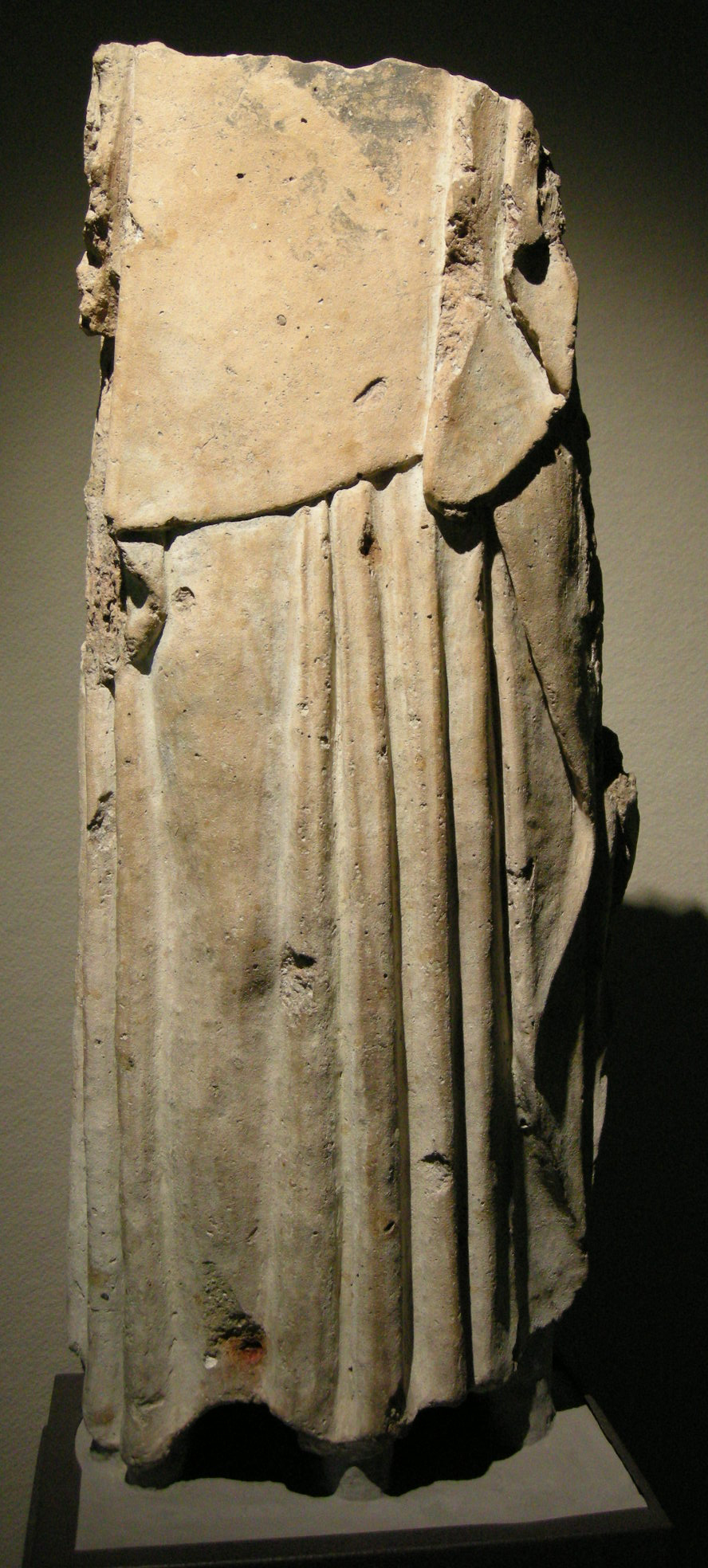
Peplophoros da Kamarina, 470-480 a.C.
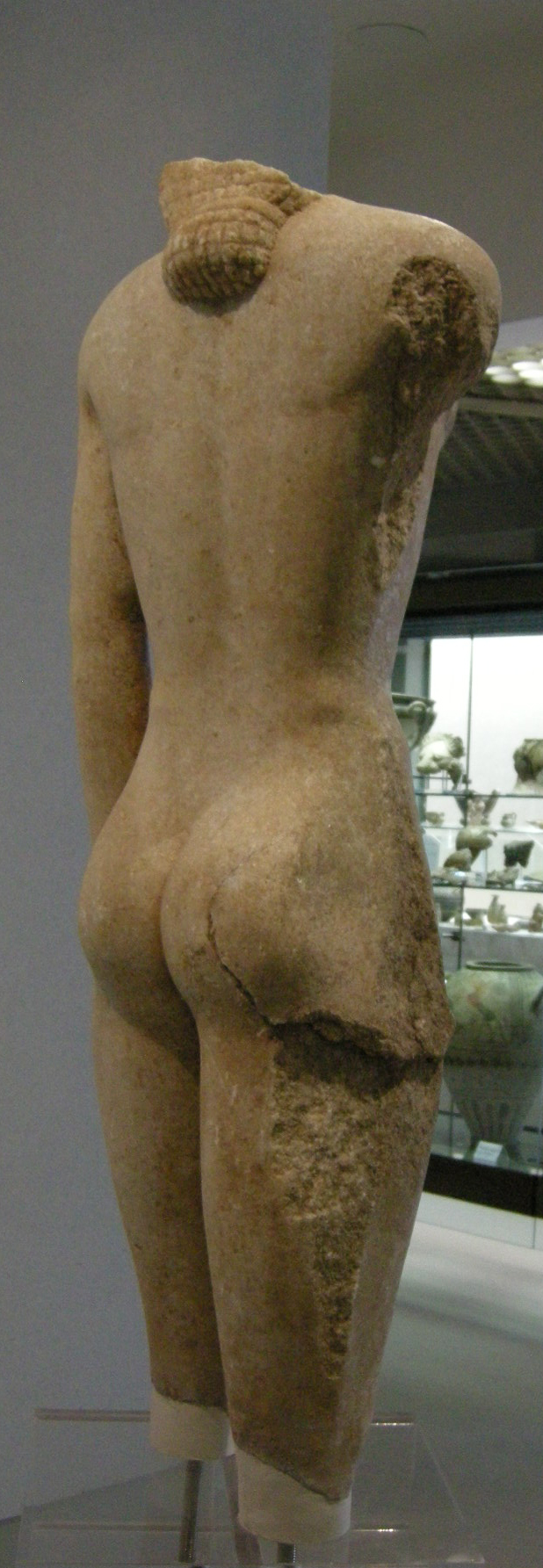
Kouros
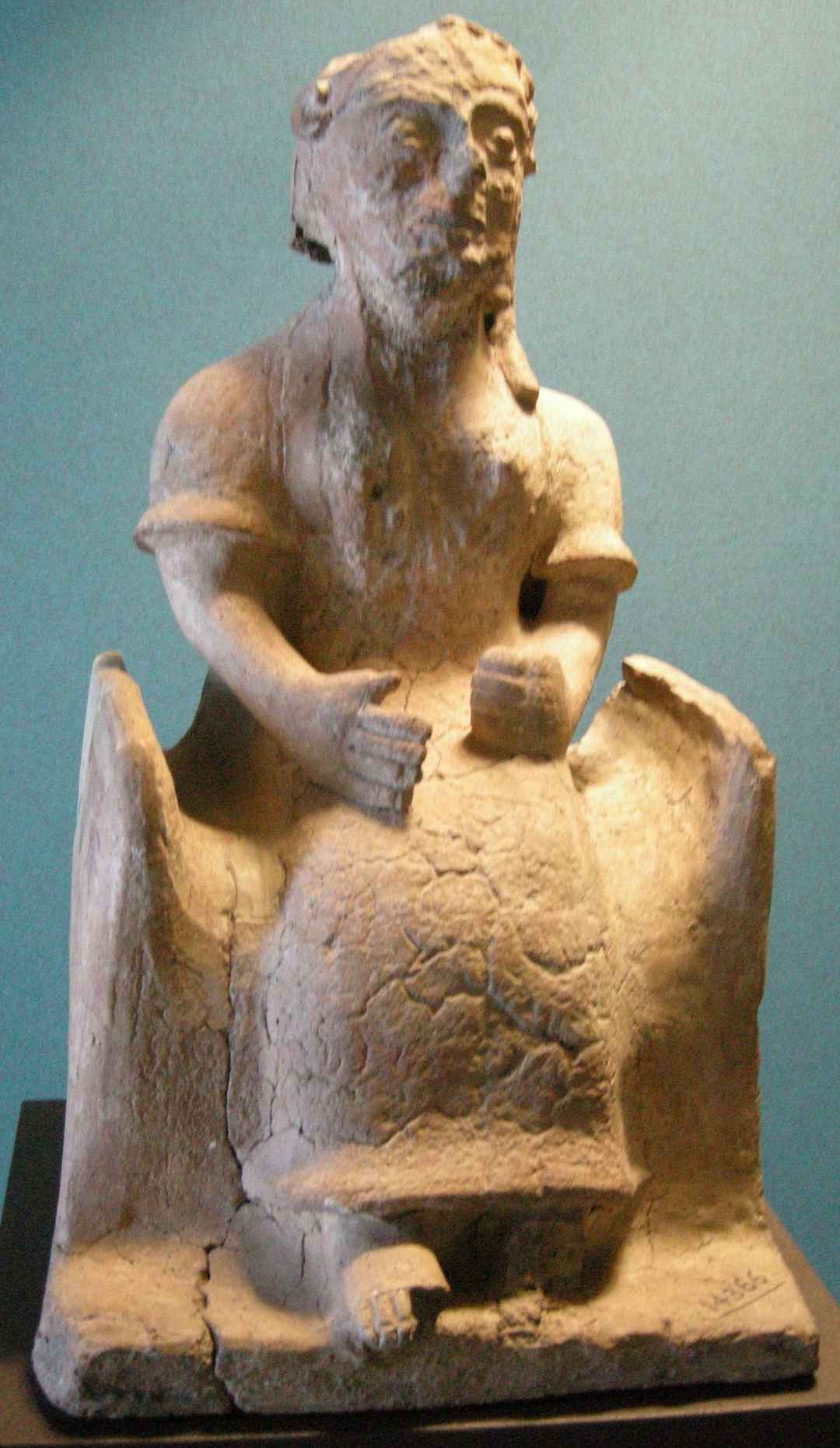
Statua votiva da Grammichele, seconda metà VI secolo a.C.
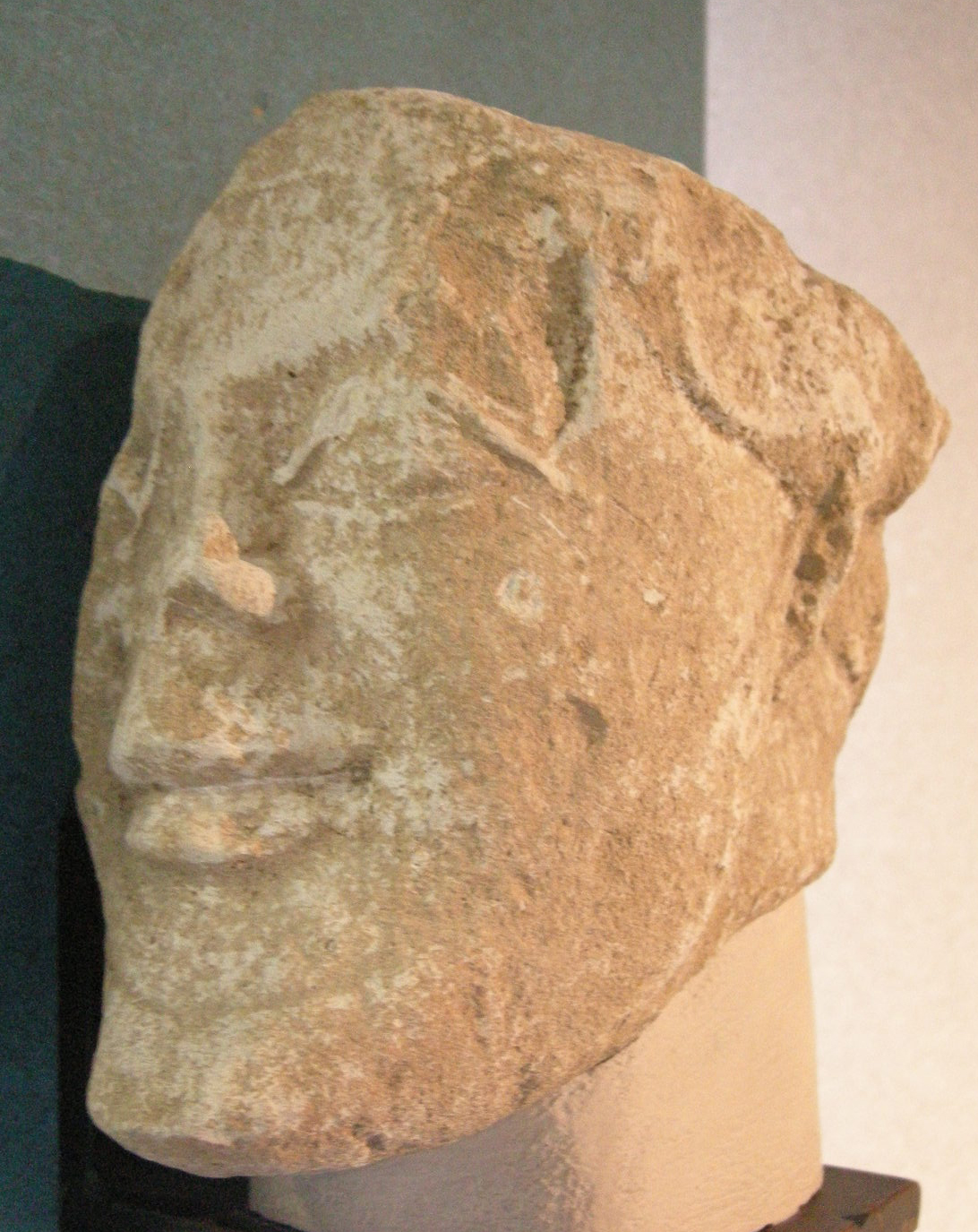
Testa maschile da Grammichele, 550-525 a.C.

### Primo piano

#### Settore D - Siracusa in età ellenistico romana
Il settore D, posto al primo piano, è stato inaugurato nel 2006 e contiene i reperti di epoca ellenistico-romana. Al suo interno sono contenuti alcuni tra i reperti più celebri del museo: la Venere Landolina, una statua di Eracle in riposo e uno spazio dedicato ai culti di epoca ellenistica a Siracusa. Vi sono inoltre alcuni oggetti d'oreficeria e monete Siracusane. Uno spazio per consentire il contatto con reperti ricostruiti e un plastico con l'ubicazione dei monumenti di Siracusa.  

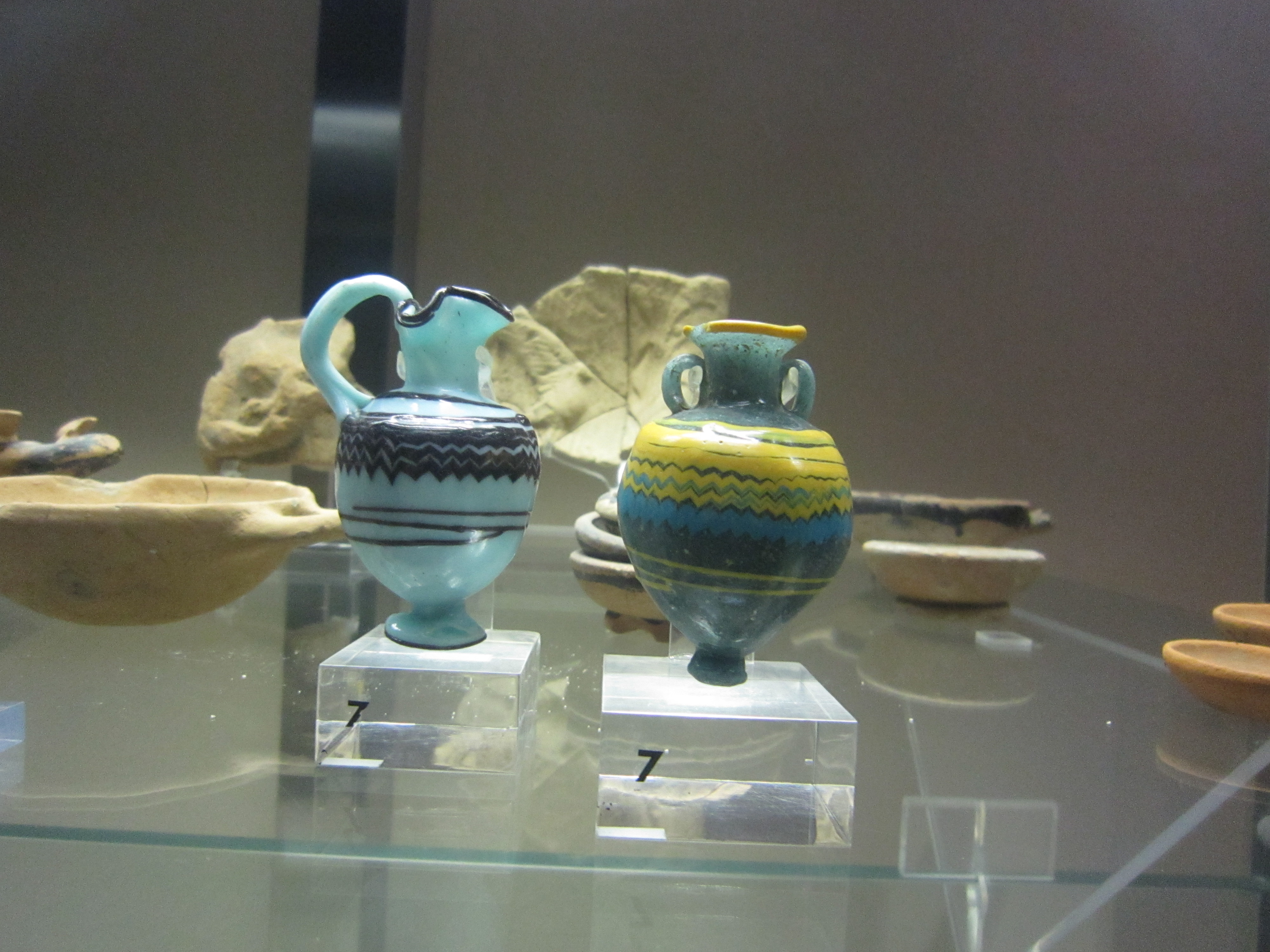
Vaso in pasta vitrea
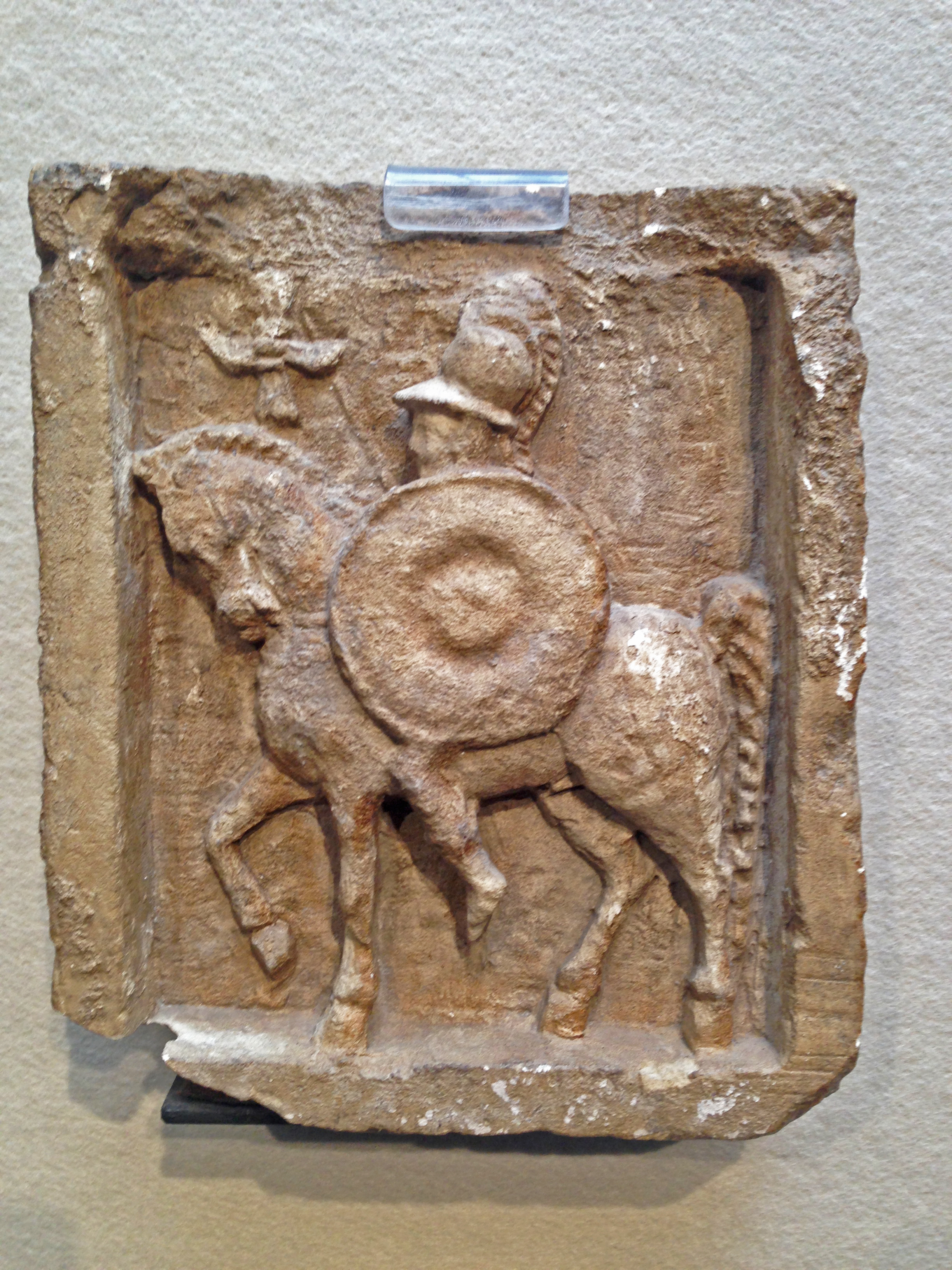
Rilievo votivo in calcare con rappresentazione di cavaliere eroizzato III sec a.C.
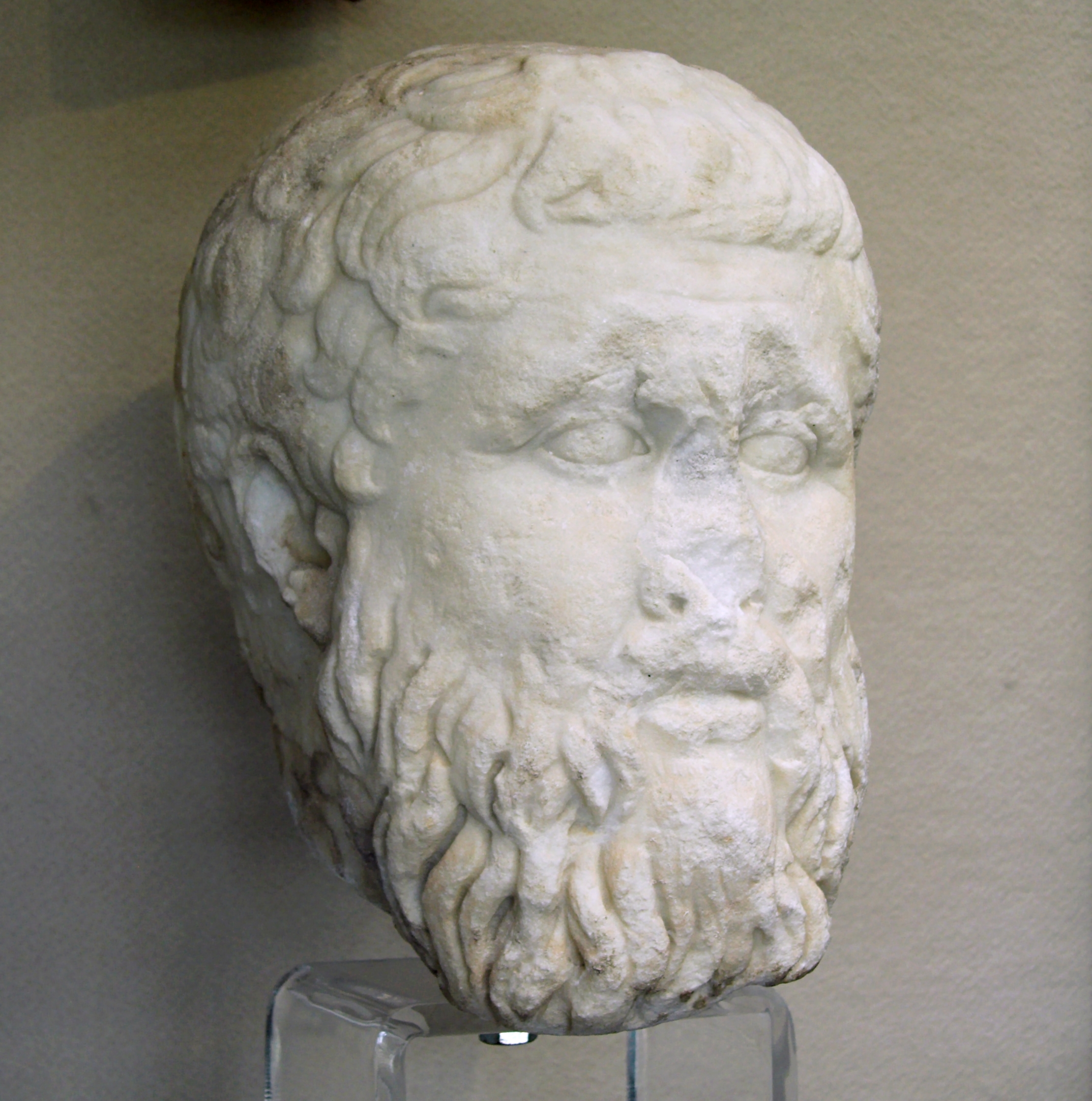
Testa di Platone
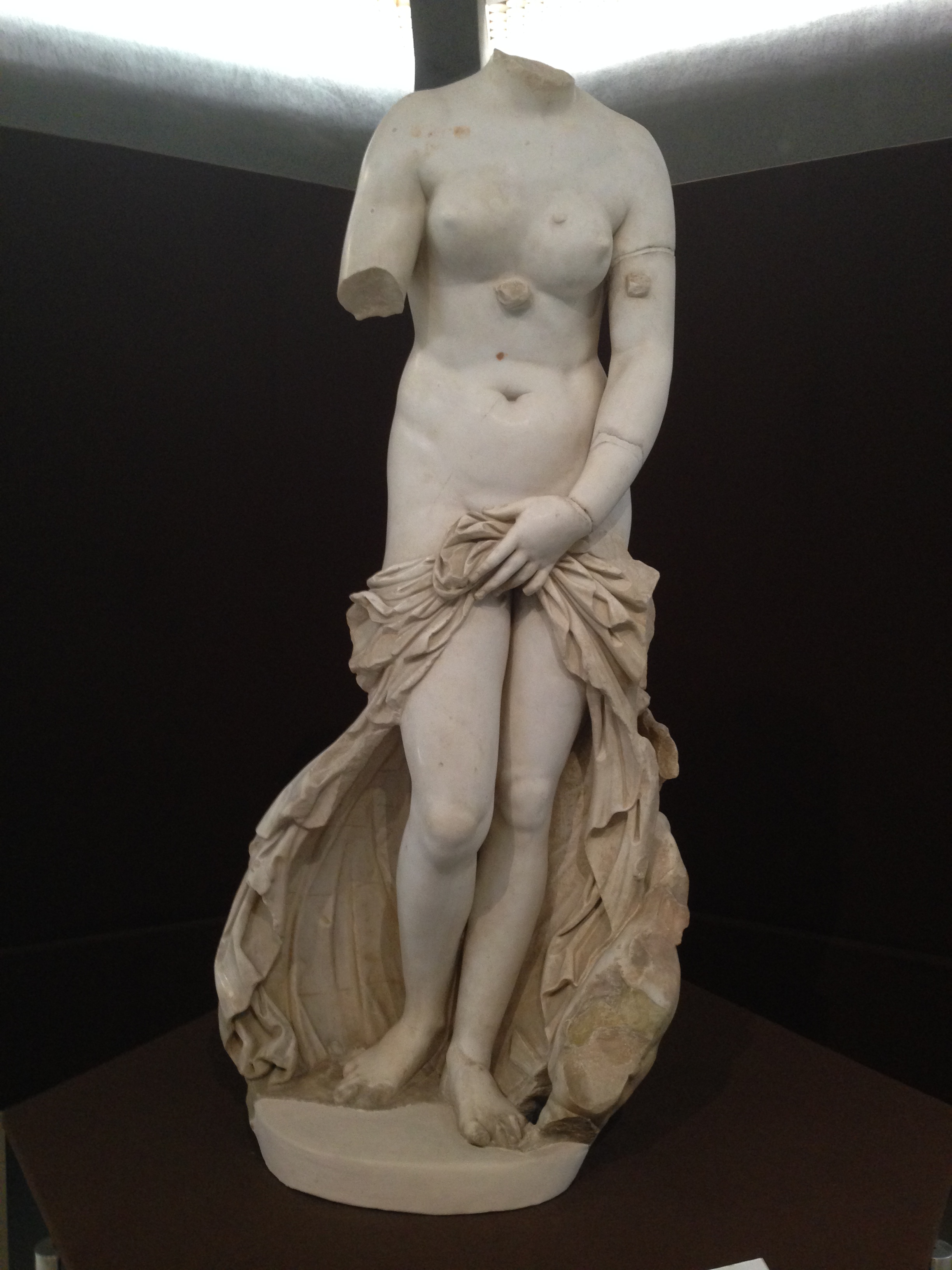
La Venus Pudica nota col nome di Venere Landolina

#### Settore F - I reperti paleocristiani
Nel 2014 è stata aperta un'apposita sala dedicata al Sarcofago di Adelfia e ai ritrovamenti delle catacombe di Siracusa. Lo stesso settore è stato arricchito di elementi e reperti in esposizione nell'aprile del 2018. 

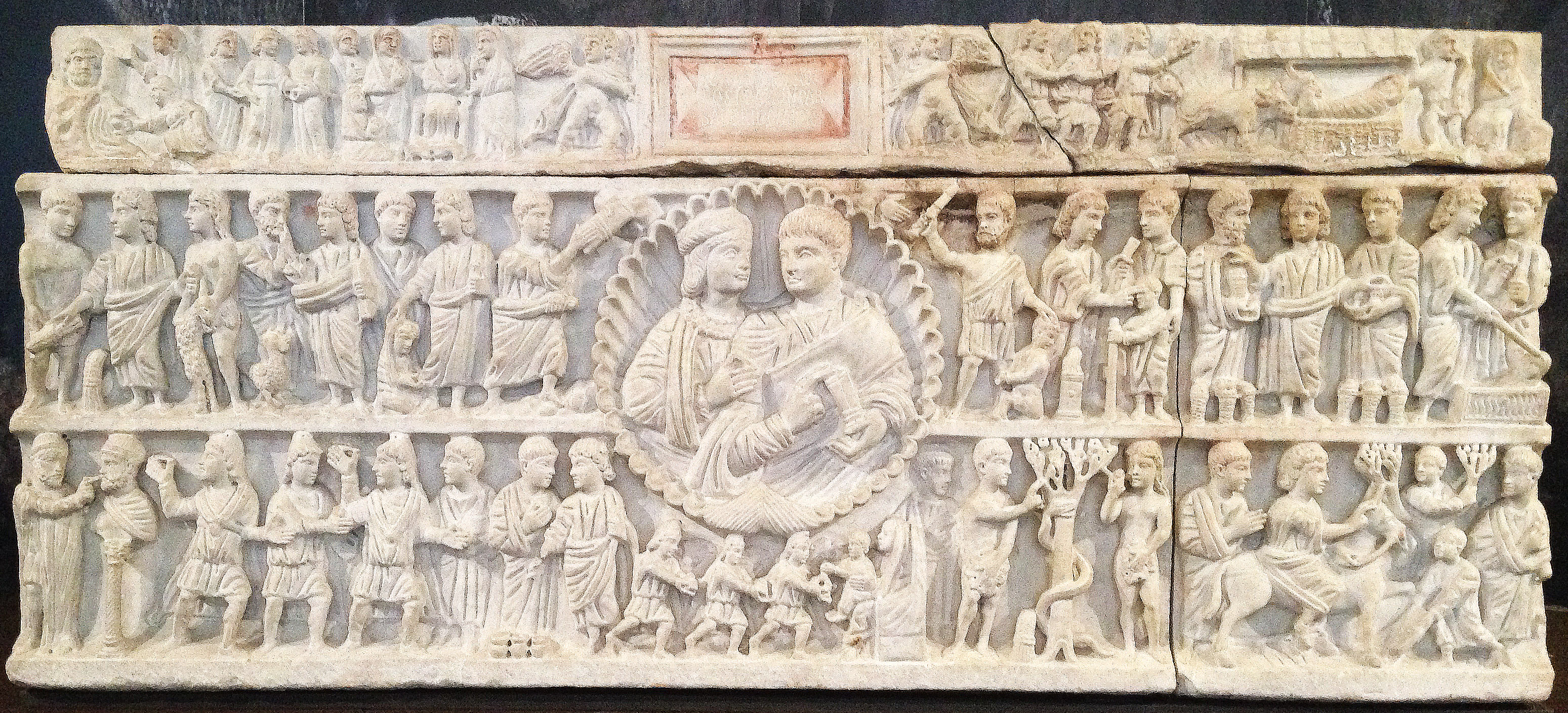
Sarcofago di Adelfia

### Seminterrato

#### Settore N - Medagliere
Nel piano interrato è presente il medagliere dell'epoca antica aperto nel 2010, con preziosissime monete siracusane, gioielli e altre monete provenienti dalle aree limitrofe. Il medagliere è di assoluto valore vista la fattura e la qualità delle monete siracusane antiche. Tuttavia la collezione non si ferma solo all'epoca greca ma giunge anche all'età moderna.

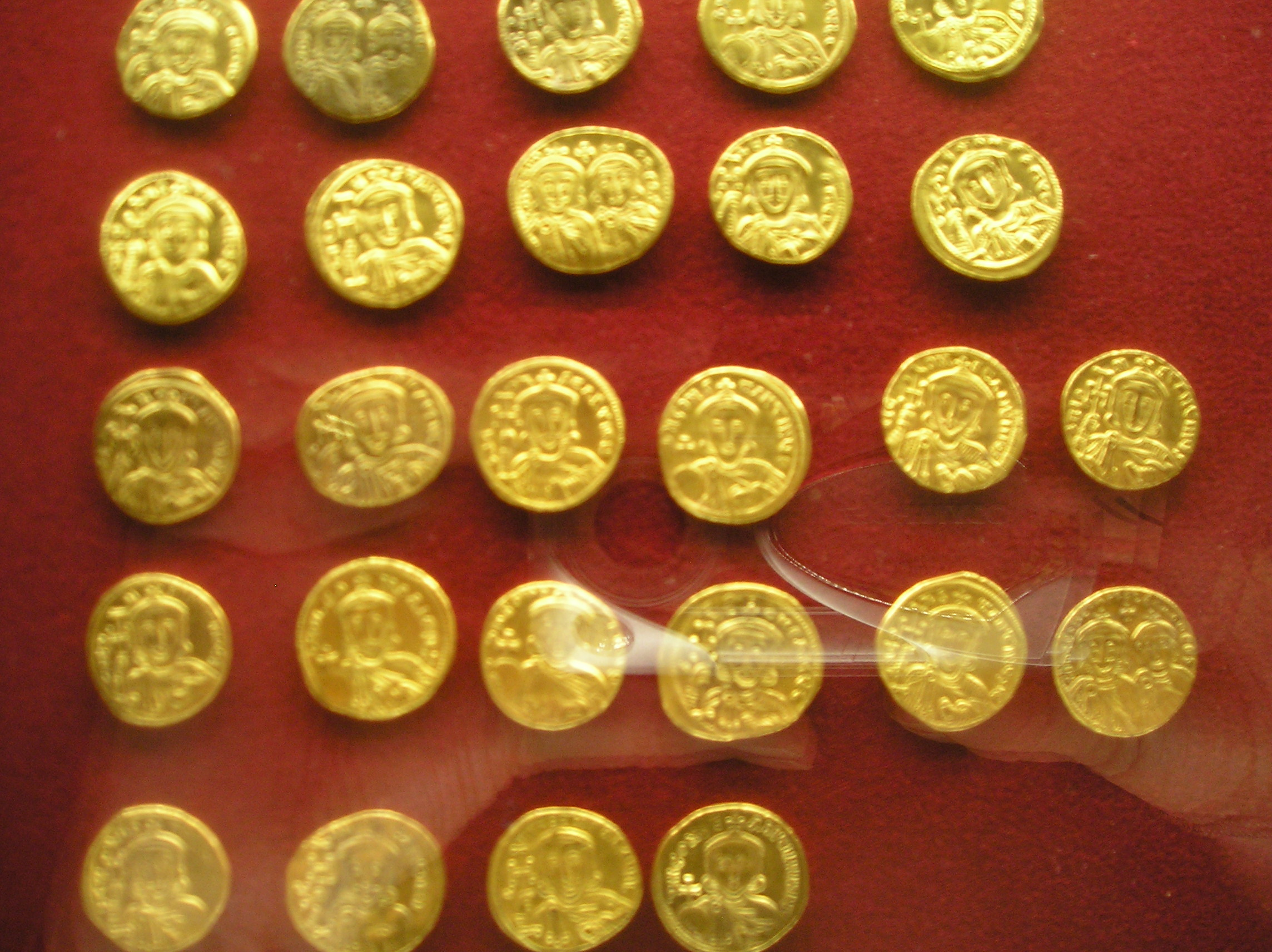
Monete di epoca Bizantina
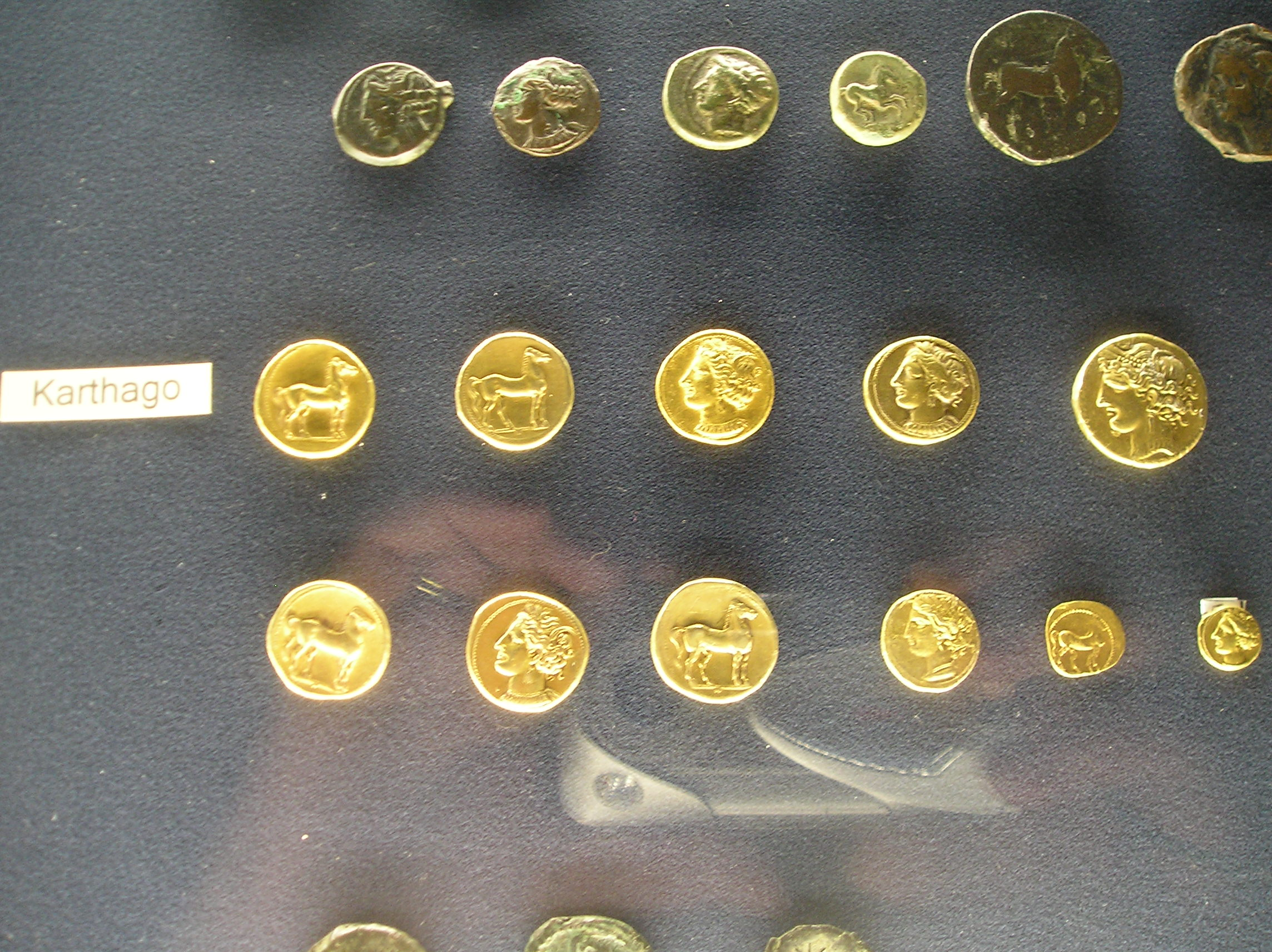
Monete di Cartagine
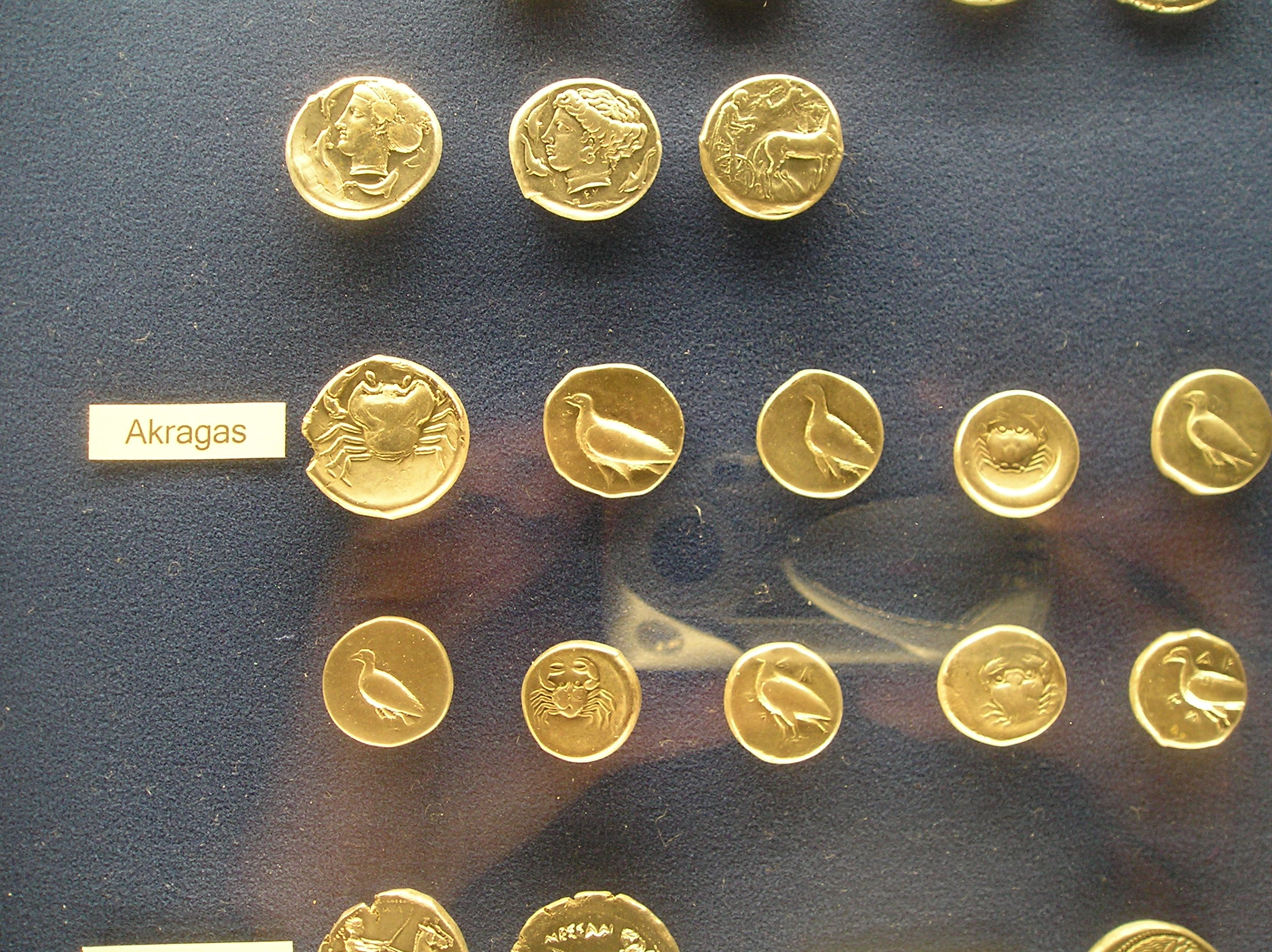
Monete di varie poleis della Sicilia: nello specifico monete di Siracusa e Agrigento (Akragas)
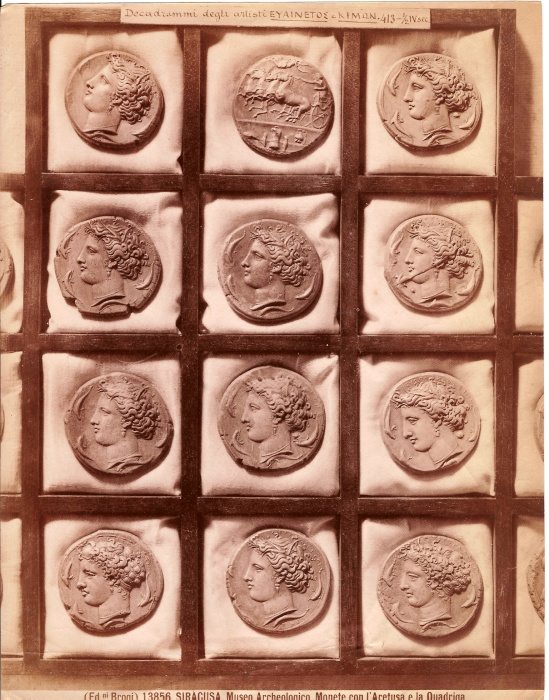
monete greche (decadrachme) di Siracusa del sec. IV a.C., firmate dagli artisti Euainetos e Kimon.
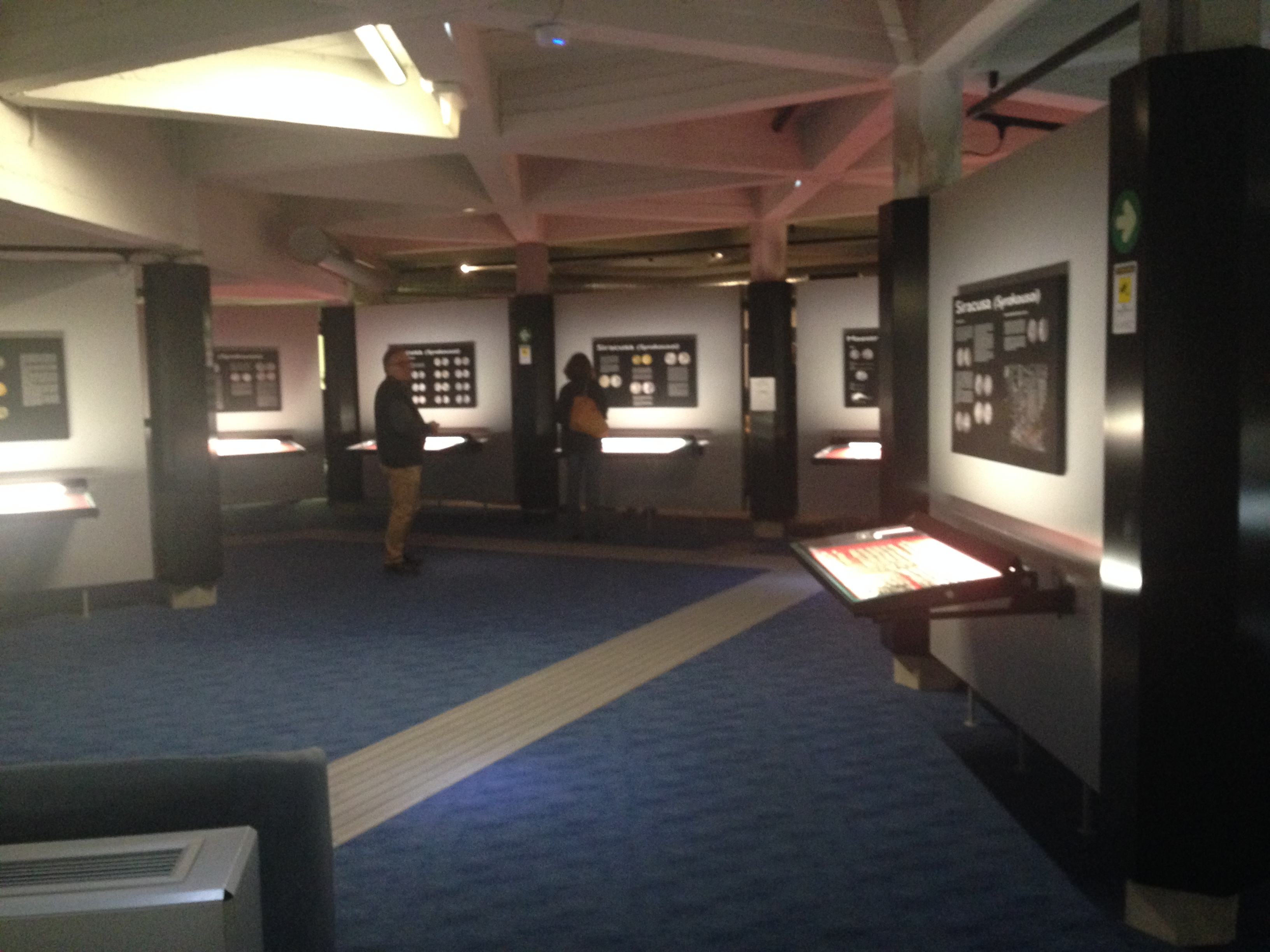
Sale del Medagliere
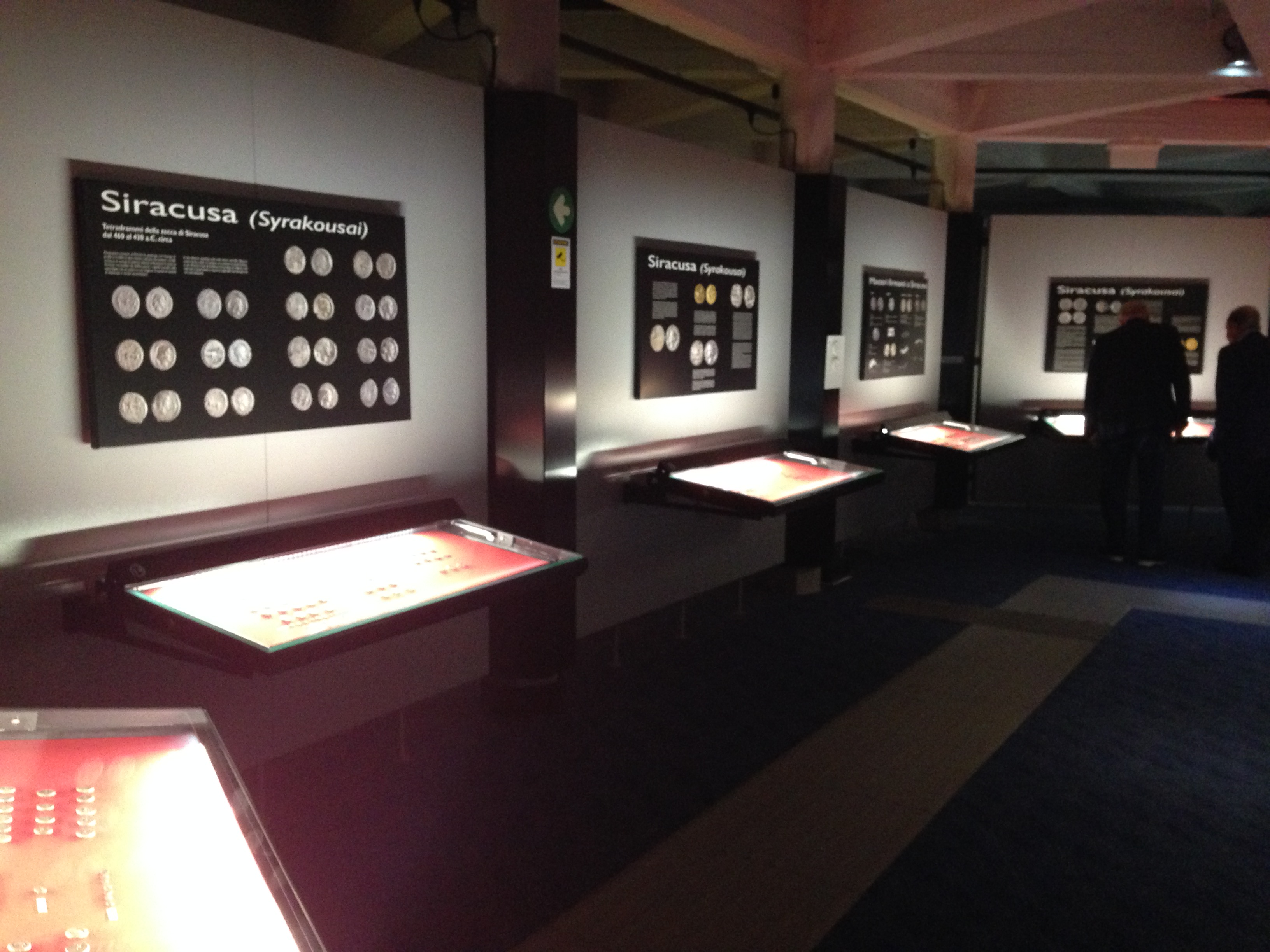
Sale del Medagliere

#### La sala conferenze
Nel corpo centrale del museo, sempre nel seminterrato, vi è una sala conferenze utilizzata per la presentazione di eventi e conferenze del museo o di altre associazioni.

## La Villa Landolina
Il museo è all'interno dell'antica Villa Landolina che risale alla fine del XIX secolo, ed era proprietà della famiglia Landolina di cui si ricorda Saverio Landolina. La villa oggi è sede della biblioteca ed è circondata dal parco che è stato dichiarato di interesse pubblico con la legge 1497/39.
Il parco ospita piante secolari e si ispira ai giardini inglesi con reperti di epoca romana e greca esposti, alcuni accessi di alcuni ipogei pagani e cristiani, una necropoli di età greca arcaica e tratti di viabilità antica. Il parco ospita anche un piccolo cimitero acattolico dove vi è la tomba del poeta August von Platen.

## Opere principali
| Immagine | Nome                  | Descrizione |
| -------- | --------------------- | --- |
|          | Venere Landolina      | |
|          | Sarcofago di Adelfia  | |
|          | Cavalluccio bronzeo   | Detto anche cavalluccio corinzio è il simbolo del museo                                                                                   |
|          | Olla sferica con anse | Questa olla rinvenuta a Paternò è famosa per i manici con decori a spirale da cui è tratto il simbolo dell'Assemblea Regionale Siciliana. |